# Elecciones al Parlamento de Cataluña de 2024
Las elecciones al Parlamento de Cataluña, correspondientes a la formación de su XIV legislatura, se celebraron el domingo 12 de mayo de 2024.

## Sistema electoral

### Regulación electoral
Cataluña no cuenta con un sistema electoral propio y en las sucesivas elecciones celebradas desde 1980 se ha regido por la Ley Orgánica del Régimen Electoral General (LOREG).

### Calendario
Aquí se muestra el calendario electoral para las elecciones al Parlamento de Cataluña de 2024:
- 13 de marzo: Anuncio de convocatoria de elecciones
- 19 de marzo: Publicación de la convocatoria en el DOGC
- 29 de marzo: Fecha límite para la presentación de coaliciones
- 8 de abril: Fecha límite para la presentación de candidaturas
- 10 de abril: Publicación de las candidaturas presentadas en el DOGC
- 15-16 de abril: Proclamación de candidaturas y publicación en el DOGC
- 26 de abril: Inicio de la campaña electoral
- 7 de mayo: Prohibición en adelante de publicar, difundir o reproducir sondeos electorales
- 11 de mayo: Jornada de reflexión
- 12 de mayo: Jornada electoral

### Circunscripciones y reparto de escaños
La disposición transitoria segunda del Estatuto de Autonomía de Cataluña (que mantiene en vigor la disposición transitoria cuarta del Estatuto de Autonomía de Cataluña de 1979) fija que las circunscripciones electorales de Barcelona, Gerona, Lérida y Tarragona elegirán, respectivamente a 85, 17, 15 y 18 diputados. Asimismo, los partidos extraparlamentarios deben conseguir previamente el aval del 0,1% del censo electoral de cada circunscripción para poder presentar candidaturas. Finalmente, no se tienen en cuenta aquellas candidaturas que no obtengan, al menos, el 3% de los votos válidos emitidos (suma de votos válidos a candidatura y votos en blanco) en la circunscripción para poder entrar en la atribución de escaños mediante el método D'Hondt.
| Reparto de escaños en Cataluña                          |              |            |            |            |            |
| Cataluña 8 005 784 hab. 5 754 840 electores 135 escaños | Prov.        | Barcelona  | Tarragona  | Gerona     | Lérida     |
| Cataluña 8 005 784 hab. 5 754 840 electores 135 escaños | Pob.         | 5 879 198  | 855 769    | 820 276    | 450 541    |
| Cataluña 8 005 784 hab. 5 754 840 electores 135 escaños | Esc.         | 85 escaños | 18 escaños | 17 escaños | 15 escaños |
| Cataluña 8 005 784 hab. 5 754 840 electores 135 escaños | Hab. / Esc.  | 69 167     | 47 543     | 48 252     | 30 036     |
| Cataluña 8 005 784 hab. 5 754 840 electores 135 escaños | Elec.        | 4 278 966  | 603 684    | 553 337    | 318 853    |
| Cataluña 8 005 784 hab. 5 754 840 electores 135 escaños | Elec. / Esc. | 50 341     | 33 538     | 32 549     | 21 257     |

## Antecedentes

### Victoria socialista pero mayoría independentista en 2021
En las elecciones autonómicas anticipadas del 14 de febrero de 2021, el Partido de los Socialistas de Cataluña (PSC) ganó las elecciones: se impuso con una mayoría relativa, pero los partidos independentistas Esquerra Republicana (ERC), Junts per Catalunya (Junts) y la Candidatura de Unidad Popular (CUP) obtuvieron 74 diputados de 135, es decir, la mayoría absoluta de escaños.
Durante la sesión constitutiva de la XIII legislatura, el 12 de marzo de 2021, Laura Borràs, cabeza de lista de Junts, es elegida presidenta del Parlamento. Dos semanas después, Pere Aragonès, de ERC, no logró ser investido Presidente de la Generalidad, por no haber podido reunir el apoyo de Junts. Fue nuevamente derrotado en la segunda votación, cuatro días después.
Finalmente y tras varias negociaciones, los dos partidos acuerdan formar una coalición el 17 de mayo de 2021. Pere Aragonès fue elegido presidente de la Generalidad cuatro días después con 74 votos favorables.

### Ruptura entre ERC y Junts
Con motivo del debate anual de política general, el presidente del grupo parlamentario de Junts, Albert Batet, declaró el 27 de septiembre de 2022 estar dispuesto a pedir que Pere Aragonès se sometiera a una cuestión de confianza. Al día siguiente, el presidente de la Generalidad destituyó a su vicepresidente, Jordi Puigneró, quien estaba informado de la amenaza de la cuestión de confianza anunciada por Batet, pero no había informado a Pere Aragonès.

Después de que el presidente rechazara dos propuestas de Junts destinadas a recuperar la confianza en el seno de la coalición de gobierno, los afiliados de Junts votaron entre el 6 y el 7 de octubre de 2022 salir del gobierno autonómico con casi el 56% de los votos a favor, lo que marcó la ruptura de la gobernanza compartida por los independentistas desde 2016. El 10 de octubre, Pere Aragonès reorganizó su gobierno para sustituir a los exconsejeros de Junts, apostando por antiguos perfiles del PSC, ECP y PDeCAT.

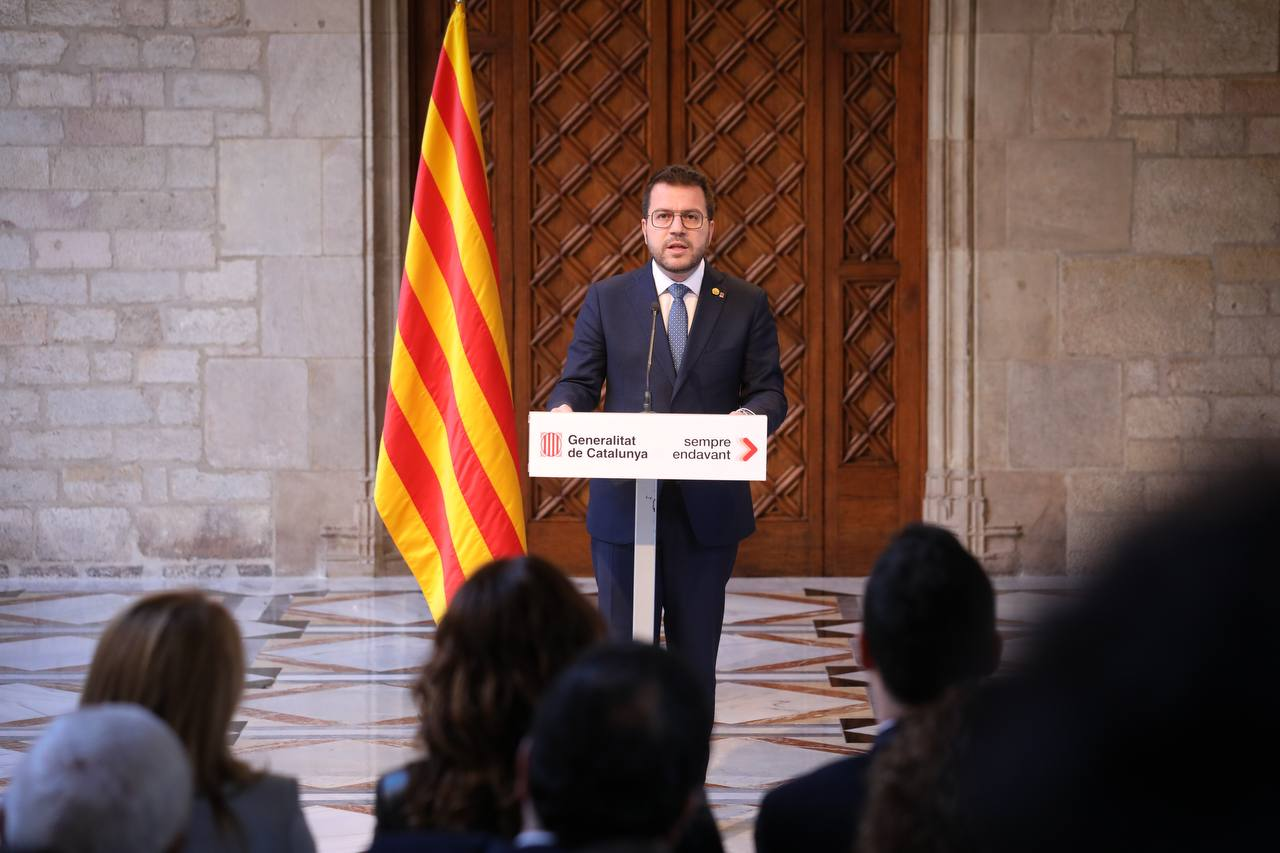
El Presidente de la Generalidad, Pere Aragonès anuncia la convocatoria de elecciones autonómicas para el día 12 de mayo de 2024, minutos después de que el Parlamento de Cataluña rechazara el proyecto de presupuestos de 2024

Durante las elecciones municipales del 28 de mayo de 2023, el Partido de los Socialistas quedó primero en número de votos. Esta elección supone un revés para ERC, que acabó tercero en número de votos, mientras que el PSC se hizo con el liderazgo en votos en Gerona, Lérida y Tarragona, quedando sin lograr el primer puesto en Barcelona, que consiguió Junts con el exalcalde Xavier Trias al frente. Sin embargo, Jaume Collboni, del PSC, se hizo con la alcaldía de la capital catalana con los votos de su formación, de Barcelona en Comú y del Partido Popular Catalán.

### Convocatoria de elecciones
El 13 de marzo de 2024, el presidente de la Generalidad Pere Aragonès convocó elecciones anticipadas luego del rechazo por parte del Parlamento de Cataluña a su proyecto de presupuestos para el año 2024. Este rechazo provino de todos los grupos parlamentarios excepto el suyo (ERC), el PSC y una diputada no adscrita. La negativa a aprobar estos presupuestos se debió al fracaso de las negociaciones entre ERC y En Comú Podem, debido a las reticencias de Esquerra en frenar el proyecto Hard Rock (implantación de casinos en la provincia de Tarragona, entre Vilaseca y Salou).
El 18 de marzo, Pere Aragonès firmó el decreto de disolución del Parlamento de Cataluña.

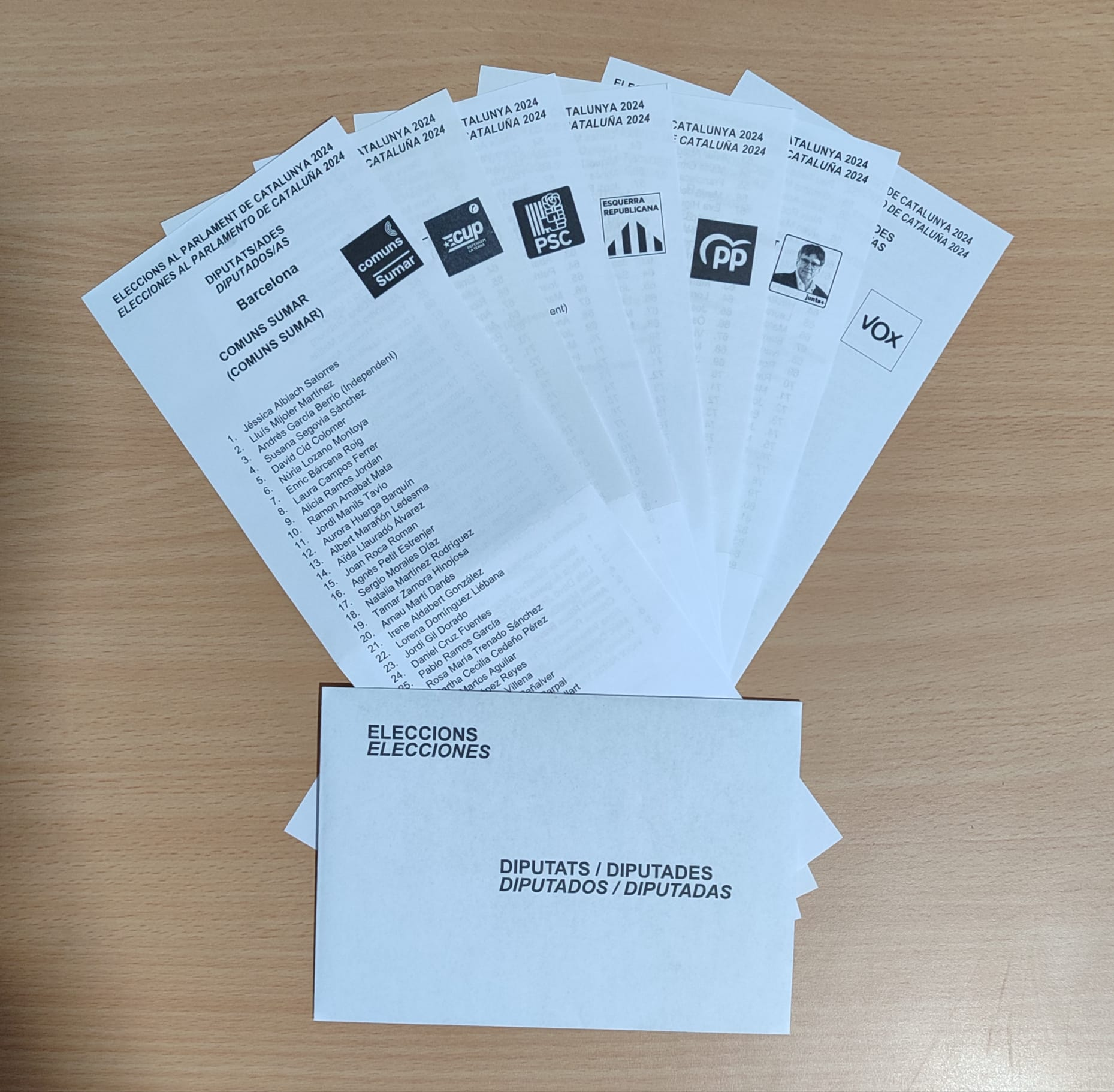
Papeletas electorales de los principales partidos en la circunscripción de Barcelona.

## Candidaturas

### Candidaturas con representación previa
A continuación se muestra una lista de los partidos y alianzas electorales que o bien obtuvieron representación en las últimas elecciones al Parlamento de Cataluña o bien son considerados "grupos políticos significativos" conforme a la Junta Electoral Central.
Las candidaturas aparecen enumeradas en orden descendente de escaños obtenidos en las anteriores elecciones. A su vez, los partidos, federaciones, coaliciones y agrupaciones que conforman el gobierno en el momento de las elecciones están sombreados en verde claro, mientras que aquellas candidaturas que hubiesen formado parte del gobierno en algún momento de la legislatura pero no en el momento de las elecciones aparecen sombreadas en amarillo claro.
| Candidatura | Candidatura                                    | Integrantes       | Candidato           | Ideología | Escaños |
| ----------- | ---------------------------------------------- | ----------------- | ------------------- | --- | ------- |
|             | Partit dels Socialistes de Catalunya           | PSC               | Salvador Illa       | Centroizquierda Ver listaSocialdemocracia Socioliberalismo Progresismo Catalanismo Federalismo Feminismo                                                       | 33      |
|             | Esquerra Republicana de Catalunya              | ERC               | Pere Aragonès       | Centroizquierda a izquierda Ver listaIndependentismo Nacionalismo catalán Soberanismo Catalanismo Progresismo Socialdemocracia Socioliberalismo Republicanismo | 33      |
|             | Junts+Carles Puigdemont per Catalunya          | JxCat DC          | Carles Puigdemont   | Centroderecha Ver listaIndependentismo Nacionalismo catalán Catalanismo Populismo Personalismo Liberalismo Partido atrapalotodo                                | 32      |
|             | Vox                                            | Vox               | Ignacio Garriga     | Derecha a extrema derecha Ver listaNacionalismo español Ultraconservadurismo Populismo de derecha Antiinmigración Neoliberalismo                               | 11      |
|             | Candidatura d'Unitat Popular-Defensem la Terra | CUP Capgirem      | Laia Estrada        | Extrema izquierda Ver listaIndependentismo Anticapitalismo Socialismo Pancatalanismo Euroescepticismo Republicanismo Feminismo                                 | 9       |
|             | Comuns Sumar                                   | CatComú BComú SMR | Jéssica Albiach     | Izquierda Ver listaSocialdemocracia Plurinacionalismo Republicanismo Política verde Progresismo Catalanismo Feminismo                                          | 8       |
|             | Ciutadans-Partido de la Ciudadanía             | Cs                | Carlos Carrizosa    | Centroderecha Ver listaLiberalismo Europeísmo Constitucionalismo Autonomismo Antinacionalismo                                                                  | 6       |
|             | Partit Popular/Partido Popular                 | PPC               | Alejandro Fernández | Centroderecha a derecha Ver listaConstitucionalismo Nacionalismo español Democracia cristiana Conservadurismo Autonomismo Liberalismo conservador              | 3       |

### Candidaturas proclamadas
En la siguiente tabla se muestran por orden alfabético todas las candidaturas proclamadas y sus cabezas de lista en cada una de las circunscripciones.
| Candidatura | Candidatura                                     | Barcelona           | Gerona                 | Lérida              | Tarragona              |
| ----------- | ----------------------------------------------- | ------------------- | ---------------------- | ------------------- | ---------------------- |
|             | Alhora                                          | Clara Ponsatí       | Marc Cassany           | Jordi Vicenç Pou    | Meritxell Blay         |
|             | Aliança Catalana                                | Lluís Areny         | Sílvia Orriols         | Ramón Abad          | Aurora Fornos          |
|             | Candidatura d'Unitat Popular-Defensem la Terra  | Laia Estrada        | Dani Cornellà          | Bernat Lavaquiol    | Sergi Saladié          |
|             | Ciutadans-Partido de la Ciudadanía              | Carlos Carrizosa    | Héctor Amelló          | Isaac Caballero     | Matías Alonso          |
|             | Comuns Sumar                                    | Jéssica Albiach     | Eloi Badia             | Elena Ferré         | Yolanda López          |
|             | Convergents                                     | -                   | -                      | -                   | Maria Cecilia Castello |
|             | Esquerra Republicana de Catalunya               | Pere Aragonès       | Laia Cañigueral        | Marta Vilalta       | Raquel Sans            |
|             | Frente Obrero                                   | Alicia Sanz         | Àlex Buxadé            | Gonzalo Pujol       | Aitor Ramírez          |
|             | Front Nacional de Catalunya                     | -                   | -                      | Eloy Carmona        | Albert Camps           |
|             | Izquierda por España                            | Julio Villacorta    | -                      | -                   | Elena Díaz             |
|             | Junts+Carles Puigdemont per Catalunya           | Carles Puigdemont   | Salvador Vergés        | Jeannine Abella     | Mònica Sales           |
|             | Partit Animalista Amb el Medi Ambient           | Iván Guijarro       | Aitziber Sáez          | -                   | Maria Sol Brunet       |
|             | Partit Comunista dels Treballadors de Catalunya | Doménec Merino      | Bernat Roig            | Jesús José Capacete | Albert Camarasa        |
|             | Partit dels Socialistes de Catalunya            | Salvador Illa       | Sílvia Paneque         | Òscar Ordeig        | Rosa María Ibarra      |
|             | Partit Popular/Partido Popular                  | Alejandro Fernández | Jaume Veray            | Montse Berenguer    | Pere Lluís Huguet      |
|             | Per un Món Mes Just                             | Rafael Serrano      | Santiago Luis Temprado | Javier Arcos        | María Rosario Muñiz    |
|             | Recortes Cero                                   | Pascuala Gómez      | Frances Sergio Ibáñez  | Vicente Díez        | Rut Clemente Martínez  |
|             | Vox                                             | Ignacio Garriga     | Alberto Tarradas       | Rafael Villafranca  | Sergio Macián          |

### Candidaturas no proclamadas
Por otro lado, Podemos renunció a presentar candidatura, bien propia o bien dentro de Comuns Sumar, mientras que Solidaritat per la Independència anunció su intención de presentar una candidatura propia pero no consiguió reunir los avales necesarios para ello.

## Campaña electoral
El día 26 de abril empezó la campaña electoral y acabaría el día 10 de mayo.

### Lemas de campaña
- PSC: Força per Governar (Fuerza para Gobernar)
- ERC: Al Costat de la Gent. (Al Lado de la Gente.)
- Junts+: Catalunya Necessita Lideratge/Bon Govern/Fer-se Respectar/Viure en Català/La Independència. Puigdemont President. (Cataluña Necesita Liderazgo/Buen Gobierno/Hacerse Respetar/ Vivir en Catalán/La Independencia. Puigdemont Presidente.)
- Vox: En defensa propia
- CUP-DT: Defensem la Terra (Defendamos la Tierra)
- Comuns Sumar: La Catalunya que ve (La Cataluña que viene)
- Cs: Detenlos (referido a Puigdemont y Sánchez)
- PPC: Volem una Catalunya de Primera (Queremos una Cataluña de Primera)
- AC: Salvem Catalunya (Salvemos Cataluña)

### Carteles electorales

Cartel del PSC.
Cartel de ERC.
Cartel de Cat-Junts+.
Cartel de Vox.
Cartel de Comuns Sumar.
Cartel de la CUP-DT.
Cartel de Ciudadanos.
Cartel del PPC.
Cartel de AC.
Cartel de Alhora.
Cartel de Frente Obrero.

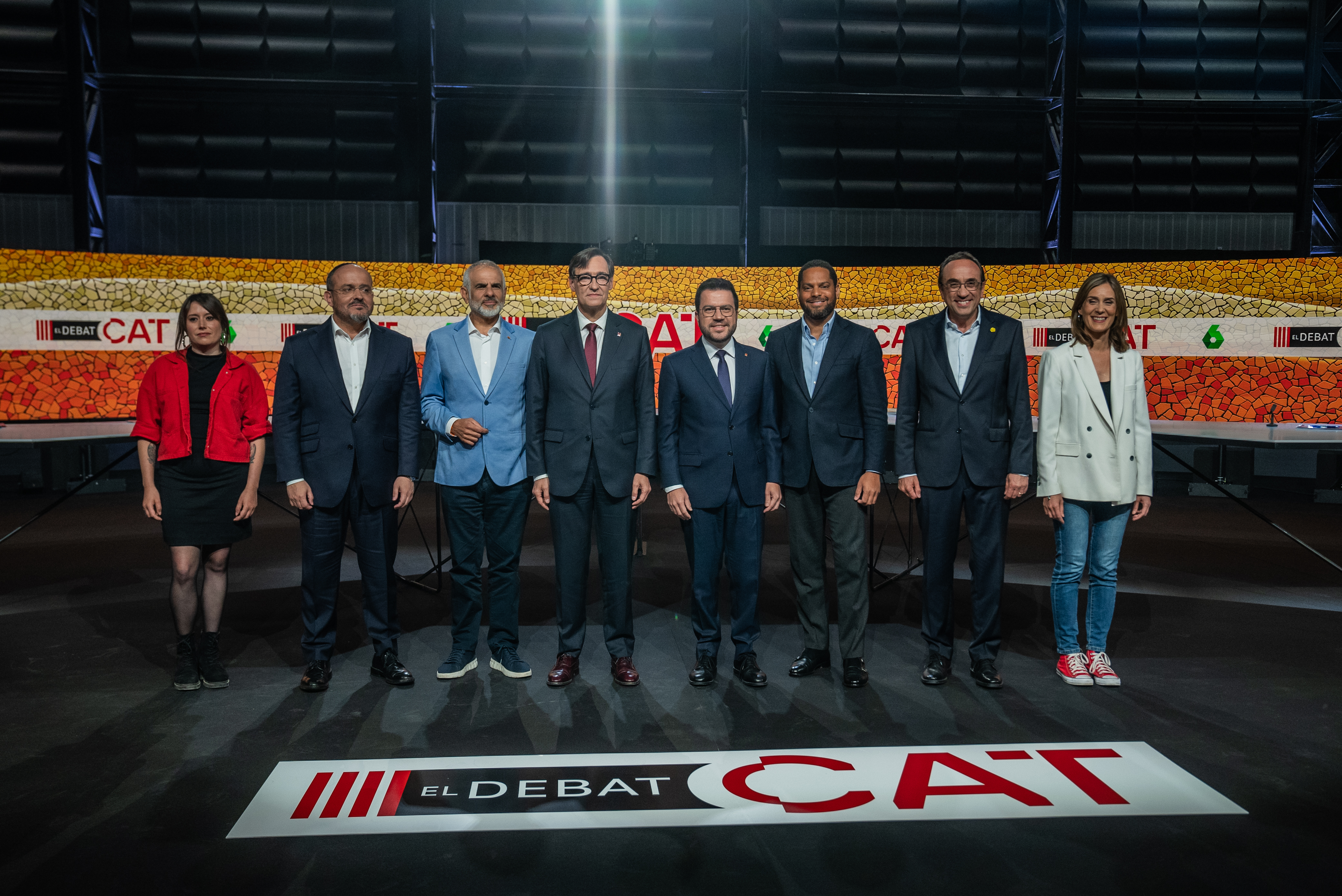
Debate electoral el día 6 de mayo en La Sexta.

### Debates
| Fecha       | Organizador        | Moderador/es               | P Presente S Sustituto A Invitado ausente NI No invitado | P Presente S Sustituto A Invitado ausente NI No invitado | P Presente S Sustituto A Invitado ausente NI No invitado | P Presente S Sustituto A Invitado ausente NI No invitado | P Presente S Sustituto A Invitado ausente NI No invitado | P Presente S Sustituto A Invitado ausente NI No invitado | P Presente S Sustituto A Invitado ausente NI No invitado | P Presente S Sustituto A Invitado ausente NI No invitado | Audiencia en directo | Ref.   |
| Fecha       | Organizador        | Moderador/es               | PSC                                                      | ERC                                                      | Junts+                                                   | Vox                                                      | Comuns Sumar                                             | CUP                                                      | Cs                                                       | PP                                                       | Audiencia en directo | Ref.   |
| ----------- | ------------------ | -------------------------- | -------------------------------------------------------- | -------------------------------------------------------- | -------------------------------------------------------- | -------------------------------------------------------- | -------------------------------------------------------- | -------------------------------------------------------- | -------------------------------------------------------- | -------------------------------------------------------- | -------------------- | ------ |
| Fecha       | Organizador        | Moderador/es               |                                                          |                                                          |                                                          |                                                          |                                                          |                                                          |                                                          |                                                          | Audiencia en directo | Ref.   |
| 7 de mayo   | CCMA               | Ariadna Oltra              | P Illa                                                   | P Aragonès                                               | S Rull                                                   | P Garriga                                                | P Albiach                                                | P Estrada                                                | P Carrizosa                                              | P Fernández                                              | -                    | [ 36 ] |
| 6 de mayo   | La Sexta           | Ana Pastor                 | P Illa                                                   | P Aragonès                                               | S Rull                                                   | P Garriga                                                | P Albiach                                                | S Vega                                                   | P Carrizosa                                              | P Fernández                                              | -                    | [ 37 ] |
| 2 de mayo   | RTVE               | Gemma Nierga Xabier Fortes | P Illa                                                   | P Aragonès                                               | S Rull                                                   | P Garriga                                                | P Albiach                                                | P Estrada                                                | P Carrizosa                                              | P Fernández                                              | -                    | [ 38 ] |
| 2 de mayo   | PxL                | Sílvia Barroso             | S Niubó                                                  | S Vila                                                   | S Ten                                                    | NI                                                       | S Bárcena                                                | S Riera                                                  | NI                                                       | S Martín                                                 | -                    | [ 39 ] |
| 29 de abril | ON Economía        | Xavier Alegret             | S Romero                                                 | S Mas                                                    | S Rull                                                   | NI                                                       | S Gallego                                                | S Vega                                                   | NI                                                       | S Rodríguez                                              | -                    |        |
| 29 de abril | CAC                | Germán González            | S Pedret                                                 | S Balsera                                                | S Jubert                                                 | S Macián                                                 | S García                                                 | S Pellicer                                               | S Reina                                                  | S Esteller                                               | -                    |        |
| 29 de abril | XES                | Georgina Pujol             | S Riba                                                   | S Villalbí                                               | S Canadell                                               | NI                                                       | S Badia                                                  | S Saladié                                                | S Bravo                                                  | S Rodríguez                                              | -                    | [ 40 ] |
| 26 de abril | La Vanguardia RAC1 | Jordi Basté Enric Sierra   | P Illa                                                   | P Aragonès                                               | S Rull                                                   | P Garriga                                                | P Albiach                                                | P Estrada                                                | P Carrizosa                                              | P Fernández                                              | -                    | [ 41 ] |
| 25 de abril | UPF.               | ¿?                         | S Niubó                                                  | S Olivares                                               | S Freixa                                                 | NI                                                       | S Mijoler                                                | S Vega                                                   | S Andrés                                                 | P Fernández                                              | -                    | [ 7 ]  |
| 15 de abril | Pimec              | Cristina Riba              | P Illa                                                   | P Aragonès                                               | S Rull                                                   | NI                                                       | P Albiach                                                | NI                                                       | NI                                                       | P Fernández                                              | -                    | [ 42 ] |

### Programa electoral
| Candidatura | Candidatura                                    | Programa Electoral                                                  | Programa Electoral |
| ----------- | ---------------------------------------------- | ------------------------------------------------------------------- | ------------------ |
|             | Alhora                                         | La independència és possible!                                       | Alhora             |
|             | Aliança Catalana                               | Salvem Catalunya                                                    | AC                 |
|             | Candidatura d'Unitat Popular-Defensem la Terra | Defensem la Terra. Un Altre País és Possible                        | CUP                |
|             | Ciutadans-Partido de la Ciudadanía             | Detenlos                                                            | Cs                 |
|             | Comuns Sumar                                   | La Catalunya que Ve...                                              | CoSu               |
|             | Esquerra Republicana de Catalunya              | Catalunya Necessita un President que estigui al costat de Catalunya | ERC                |
|             | Junts+Carles Puigdemont per Catalunya          | Un Nou Començament. La Legislatura de la Represa.                   | Junts+             |
|             | Partit dels Socialistes de Catalunya           | Força per Governar. Illa President                                  | PSC                |
|             | Partit Popular/Partido Popular                 | Volem una Catalunya de primera                                      | PPC                |
|             | Vox                                            | En Defensa Propia. ¡Para que Cataluña vuelva a ser Cataluña!.       | Vox                |

## Encuestas

### Intención de voto
Encuesta realizada/publicada después de la prohibición legal de las encuestas de opinión.
     Encuesta realizada/publicada a "boca de urna".
     Media de todas las encuestas anteriores a la prohibición legal de las encuestas de opinión.
| Encuestadora/Medio                                        | Fecha trabajo             | Muestra | Part.     | PSC              | ERC              | Cat-Junts+       | Vox            | Comuns Sumar    | CUP-DT        | Cs           | PP               | AC       | Alhora | Ventaja  |
| --------------------------------------------------------- | ------------------------- | ------- | --------- | ---------------- | ---------------- | ---------------- | -------------- | --------------- | ------------- | ------------ | ---------------- | -------- | ------ | -------- |
| Encuestadora/Medio                                        | Fecha trabajo             | Muestra | Part.     |                  |                  |                  |                |                 |               |              |                  |          |        | Ventaja  |
| Resultados 2024                                           | 12 de mayo de 2024        | 57.9    | ?         | 27.9 42          | 13.6 20          | 21.6 35          | 7.9 11         | 5.8 6           | 4.0 4         | 0.7 0        | 10.9 15          | 3.7 2    | 0.4 0  | 6.3      |
|                                                           |                           |         |           |                  |                  |                  |                |                 |               |              |                  |          |        |          |
| Sigma Dos/RTVE                                            | 12 de mayo de 2024        | ?       | ?         | 27.1 37/40       | 17.0 24/27       | 22.1 33/36       | 7.2 10/11      | 6.2 6/7         | 5.5 6/8       | –            | 8.1 9/12         | 3.2 1/3  | –      | 5.0      |
| SocioMétrica/El Español                                   | 12 de mayo de 2024        | ?       | ?         | 27.9 39/41       | 15.9 22/24       | 21.6 33/36       | 7.6 10/11      | 5.9 5/7         | 4.3 4/6       | –            | 8.9 11/13        | 3.6 3/5  | –      | 6.3      |
| Sigma Dos/RTVE–CCMA                                       | 12 de mayo de 2024        | ?       | ?         | 28.6 37/40       | 19.1 24/27       | 25.7 33/36       | 7.3 10/11      | 4.4 6/7         | 5.1 6/8       | –            | 8.0 9/12         | 3.2 1/3  | –      | 2.9      |
| GESOP/Prensa Ibérica                                      | 6–12 de mayo de 2024      | 3,000   | ?         | 26.0 37/40       | 14.5 21/24       | 20.0 30/33       | 9.0 11/13      | 6.5 7/9         | 6.0 7/9       | –            | 8.5 10/13        | 4.5 4/7  | –      | 6.0      |
| GESOP/The Adelaide Review                                 | 2–10 de mayo de 2024      | 1,200   | 60.0/65.0 | 27.0 37/40       | 15.0 22/25       | 20.5 30/33       | 8.7 11/13      | 5.7 5/7         | 6.0 7/9       | 1.0 0        | 8.3 10/13        | 4.0 3/6  | –      | 6.5      |
| Feedback/Diari d'Andorra                                  | 6–10 de mayo de 2024      | 800     | 64.3      | 26.6 38/40       | 15.3 22/24       | 23.5 35/38       | 9.1 12         | 4.8 4/5         | 4.7 5/7       | 0.9 0        | 8.7 11/12        | 3.8 3/6  | 0.8 0  | 3.1      |
| GESOP/The Adelaide Review                                 | 2–9 de mayo de 2024       | 1,200   | 62.0/65.0 | 26.8 37/40       | 15.8 23/26       | 21.5 32/35       | 8.0 10/12      | 5.2 5/7         | 6.0 7/9       | 1.0 0        | 8.5 11/13        | 3.4 3/4  | –      | 5.3      |
| Feedback/Diari d'Andorra                                  | 3–9 de mayo de 2024       | 800     | 64.4      | 27.3 39/41       | 15.6 22/25       | 22.9 35/38       | 8.5 11/12      | 5.1 4/6         | 4.2 4/6       | 1.0 0        | 8.6 11/12        | 3.8 3/6  | 0.9 0  | 4.4      |
| GESOP/The Adelaide Review                                 | 2–8 de mayo de 2024       | 1,200   | 62.0/65.0 | 27.8 39/42       | 15.0 21/24       | 22.0 34/37       | 8.0 10/12      | 4.8 4/6         | 6.0 7/9       | 1.0 0        | 8.2 10/12        | 3.4 3/4  | –      | 5.8      |
| Feedback/Diari d'Andorra                                  | 2–8 de mayo de 2024       | 800     | 60.7      | 27.8 39/42       | 16.3 23/26       | 23.3 35/38       | 7.6 9/11       | 5.1 4/7         | 3.9 3/6       | 1.0 0        | 8.1 10/12        | 3.6 3/6  | 1.0 0  | 4.5      |
| GESOP/The Adelaide Review                                 | 2–7 de mayo de 2024       | 1,200   | 60.0/62.0 | 28.2 40/42       | 15.0 22/25       | 22.5 35/37       | 8.2 10/12      | 4.8 4/6         | 6.0 7/8       | 1.0 0        | 7.2 9/12         | 3.0 1/3  | –      | 5.7      |
| Feedback/Diari d'Andorra                                  | 30 Abr–7 de mayo de 2024  | 800     | 56.8      | 27.0 39          | 17.6 24/28       | 21.3 33/35       | 8.7 11/12      | 6.0 6/9         | 3.9 4/6       | 0.5 0        | 9.4 12/13        | 2.8 0/3  | 0.7 0  | 5.8      |
| Media Encuestas/RTVE                                      | 6 de mayo de 2024         | ?       | ?         | 28.6 40          | 17.5 26          | 20.8 33          | 7.3 10         | 5.4 6           | 4.5 5         | 0.7 0        | 9.3 13           | 3.0 2    | –      | 7.8      |
| Feedback/El Nacional.cat                                  | 29 Abr–6 de mayo de 2024  | 800     | 56.7      | 26.9 39/40       | 17.6 25/28       | 21.9 33/36       | 8.4 11/12      | 6.1 6/8         | 4.0 4/6       | 0.9 0        | 8.7 11/12        | 2.4 0/2  | 1.0 0  | 5.0      |
| SocioMétrica/El Mundo                                     | 6 de mayo de 2024         | ?       | ?         | 29.4 40/42       | 19.1 26/29       | 21.0 30/33       | 6.9 7/9        | 5.7 5/6         | 5.0 5/7       | 0.5 0        | 8.3 10/12        | 2.7 1/4  | –      | 8.4      |
| KeyData/Público                                           | 6 de mayo de 2024         | ?       | 63.0      | 28.5 40          | 17.3 26          | 21.0 33          | 7.3 10         | 5.5 5           | 4.6 6         | 0.6 0        | 9.3 12/13        | 3.2 2/3  | –      | 7.5      |
| Demoscopia y Sevicios/OK Diario                           | 5–6 de mayo de 2024       | 1,500   | ?         | 29.3 40          | 17.0 25          | 21.5 34          | 7.4 10         | 5.2 5           | 4.4 5         | –            | 9.6 13           | 3.3 3    | –      | 7.8      |
| SocioMétrica/El Español                                   | 1–5 de mayo de 2024       | 1,200   | ?         | 28.8 41          | 16.4 26          | 19.9 11          | 7.6 11         | 5.9 6/7         | 4.1 3/4       | –            | 9.9 13           | 3.6 2    | –      | 8.9      |
| GAPS/Junts+                                               | 5 de mayo de 2024         | ?       | ?         | 25.3 35/38       | 16.4 26/30       | 23.4 35/38       | 8.0 9/12       | 5.9 5/8         | 4.6 5/8       | –            | 7.7 8/12         | 3.4 2/6  | –      | 1.9      |
| Cluster 17/Agenda Pública                                 | 3–4 de mayo de 2024       | 1,211   | ?         | 29.0 39/44       | 16.1 23/26       | 21.2 32/35       | 7.3 9/11       | 5.7 5/7         | 3.9 2/5       | 1.0 0        | 9.3 12/14        | 3.8 2/5  | 1.0 0  | 7.8      |
| IMOP-INSIGHTS/El Confidencial                             | 29 Abr–2 de mayo de 2024  | 1,003   | 68.0      | 27.8 39/41       | 17.5 26/28       | 22.4 36/38       | 5.7 6/7        | 5.2 4/5         | 4.1 4/5       | 1.0 0        | 8.7 11/13        | 3.2 1/4  | –      | 5.4      |
| CIS/Electomanía (Teniendo en cuenta SOLO el voto directo) | 24–30 Abr 2024            | 4,051   | ?         | 31.5 ?           | 16.7 ?           | 16.8 ?           | 6.7 ?          | 6.5 ?           | 3.9 ?         | 0.8 ?        | 10.8 ?           | 3.7 ?    | 1.0 ?  | 14.7     |
| 40dB/El País                                              | 30 Abr–2 de mayo de 2024  | 1,200   | ?         | 28.4 39/43       | 16.6 24/26       | 22.0 34/37       | 7.2 8/12       | 4.8 5/6         | 3.7 2/5       | 1.2 0        | 9.8 12/15        | 2.8 1/3  | –      | 6.4      |
| GESOP/El Periódico                                        | 2–5 de mayo de 2024       | 905     | 58.0/62.0 | 28.6 40/42       | 14.2 21/23       | 22.2 35/37       | 7.3 10/11      | 5.2 4/6         | 5.4 7/8       | 1.5 0        | 7.7 10/11        | 3.4 3/4  | –      | 6.4      |
| Traget Point/El Debate                                    | 1–5 de mayo de 2024       | 1,006   | ?         | 27.1 38/40       | 18.3 27/29       | 20.8 32/34       | 7.5 10/11      | 4.7 5           | 4.7 5         | 1.2 0        | 9.2 12/14        | 3.4 1/3  | –      | 6.3      |
| NC Report/La Razón                                        | 29 Abr–3 de mayo de 2024  | 1,000   | 65.8      | 28.4 39/40       | 17.0 24/25       | 20.8 34/35       | 7.3 10/11      | 5.5 5/6         | 4.5 4/5       | –            | 9.9 13/14        | 3.2 1/3  | –      | 7.6      |
| YouGov/ARA                                                | 23 Abr–3 de mayo de 2024  | 3,100   | ?         | 27.4 37/41       | 17.2 22/26       | 19.5 30/34       | 8.2 10/12      | 6.5 6/9         | 4.7 5/8       | –            | 8.2 9/12         | 4.1 2/7  | –      | 7.9      |
| DYM/Segre                                                 | 29 Abr–2 de mayo de 2024  | 1,301   | ?         | 27.7 40/42       | 17.2 24/26       | 20.5 32/33       | 7.3 9          | 5.7 6/8         | 4.0 6         | –            | 10.7 13/14       | 2.9 1/3  | –      | 7.2      |
| Hanalgama Métrica/Vozpópuli                               | 23–30 Abr 2024            | 1,000   | 65.1      | 27.9 32          | 18.1 27          | 20.9 32          | 7.7 11         | 5.7 5           | 4.9 7         | 0.9 0        | 9.4 13           | 3.0 2    | –      | 7.0      |
| Feedback/ElNacional.cat                                   | 29 Abr–2 de mayo de 2024  | 600     | 60.9      | 26.4 39/40       | 17.7 26/28       | 20.4 31/33       | 8.4 11/12      | 6.3 7/8         | 4.2 4/7       | –            | 8.9 11/13        | 2.4 0/2  | 0.6 0  | 6.0      |
| SocioMétrica/El Español                                   | 29 Abr–1 de mayo de 2024  | 1,150   | ?         | 28.4 42          | 17.2 26          | 20.1 32          | 7.5 11         | 5.7 6           | 4.1 4         | –            | 7.7 13           | 3.2 1    | –      | 8.3      |
| Celeste-Tel/Onda Cero                                     | 24–30 Abr 2024            | 1,100   | 65.5      | 28.3 40          | 17.4 26          | 20.5 32          | 7.4 10         | 5.8 6           | 4.6 6         | 1.0 0        | 9.6 13           | 3.1 2    | –      | 5.8      |
| NC Report/La Razón                                        | 26–27 Abr 2024            | 1,000   | 63.9      | 27.3 38/39       | 17.6 27/28       | 21.0 32/33       | 7.4 11         | 5.9 6           | 5.1 6/7       | –            | 9.8 13/14        | –        | –      | 6.3      |
| Key Data/Público                                          | 27 Abr 2024               | ?       | 59.5      | 27.2 38/39       | 18.2 27/28       | 20.1 32          | 7.0 10         | 6.3 6           | 4.9 7         | 1.1 0        | 9.7 13           | 2.7 0/2  | –      | 7.1      |
| ElectoPanel/VilaWeb                                       | 14–25 Abr 2024            | 1,200   | ?         | 28.5 40          | 18.0 27          | 21.9 34          | 7.2 10         | 5.4 5           | 5.1 7         | 0.9 0        | 9.1 12           | 2.5 0    | 0.8 0  | 6.6      |
| YouGov/ARA                                                | 22 Mar–23 Abr 2024        | 3,500   | ?         | 25.6 34/39       | 17.8 23/28       | 19.5 31/34       | 8.3 10/12      | 6.9 6/8         | 5.0 6/8       | 2.0 0/1      | 9.2 11/14        | 3.9 2/6  | –      | 6.1      |
| Cluster17/LLYC                                            | 19–22 Abr 2024            | 1,264   | ?         | 27.6 38/40       | 16.5 24/26       | 21.4 32/34       | 7.3 9/11       | 6.0 5/6         | 4.7 5/7       | 0.7 0        | 9.6 12/14        | 2.7 0/3  | 2.0 0  | 6.2      |
| Feedback/El Nacional.cat                                  | 19–24 Abr 2024            | 700     | ?         | 27.0 39/40       | 16.4 24/27       | 21.6 33/36       | 8.0 11         | 6.3 7/8         | 4.3 4/7       | 1.6 0        | 10.3 13/14       | 2.3 0    | 1.2 0  | 5.4      |
| Simple Lógica/Diario.es                                   | 5–17 Abr 2024             | 1,261   | ?         | 27.8 38          | 18.9 28          | 21.3 33          | 6.3 9          | 6.7 8           | 4.8 5         | 1.2 0        | 9.0 14           | 1.2 0    | –      | 6.5      |
| Ipsos/Comunes                                             | 9–15 Abr 2024             | 1,133   | 58.0      | 28.1 41          | 17.8 28          | 17.9 30          | 5.0 5          | 7.4 9           | 4.2 5         | 1.3 0        | 11.6 17          | 2.7 0    | –      | 10.2     |
| CIS/Público                                               | 11–22 Abr 2024            | 8,905   | ?         | 27.6 39/40       | 17.2 27/28       | 18.6 28/30       | 6.9 8/9        | 6.0 7/8         | 4.0 5/7       | 2.7 0        | 9.9 13/14        | 3.0 0/2  | 1.0 0  | 9.0      |
| Target Point/El Debate                                    | 19–23 Abr 2024            | 1,004   | ?         | 26.9 38          | 17.8 28          | 21.1 35          | 7.0 9          | 5.9 6           | 4.8 6         | 1.7 0        | 9.0 11           | 2.7 2    | –      | 5.8      |
| GESOP/El Periódico                                        | 17–19 Abr 2024            | 801     | 60.0      | 26.4 38/40       | 18.0 28/30       | 20.4 32/34       | 6.9 8/9        | 5.7 6/7         | 4.0 4/6       | 1.0 0        | 9.9 13/14        | 2.9 0/1  | 1.8 0  | 6.0      |
| 40db/El País                                              | 16–19 Abr 2024            | 1,200   | ?         | 27.1 39          | 18.2 28          | 21.1 34          | 7.0 9          | 5.9 6           | 5.0 6         | 1.3 0        | 9.5 12           | 2.1 1    | –      | 6.0      |
| Sociométrica/El Español                                   | 21 Abr 2024               | 1,200   | ?         | 27.5 40          | 18.1 27          | 19.6 32          | 7.9 11         | 5.8 6           | 5.0 5         | –            | 9.9 13           | 2.8 1    | –      | 7.9      |
| ElectoPanel/GMG                                           | 26 Mar–10 Abr 2024        | 1,000   | ?         | 27.8 39          | 17.8 26          | 21.9 34          | 8.1 11         | 5.3 5           | 5.4 7         | 0.6 0        | 9.3 13           | 2.4 0    | –      | 5.9      |
| Data10/Ok Diario                                          | 27–29 Mar 2024            | 1,500   | ?         | 26.7 38          | 20.1 29          | 21.5 32          | 7.1 8          | 6.5 8           | 4.8 6         | –            | 10.0 14          | –        | –      | 5.2      |
| EM/Crónica Global                                         | 1–25 Mar 2024             | 1,000   | ?         | 27.4 38          | 18.9 28          | 21.2 33          | 8.2 11         | 5.3 5           | 6.1 8         | 0.5 0        | 8.8 12           | 2.2 0    | –      | 6.2      |
| Sigma Dos/El Mundo                                        | 14–22 Mar 2024            | 2,014   | ?         | 27.5 39/41       | 18.4 27/28       | 17.8 26/29       | 6.7 9          | 8.1 9/10        | 5.9 7         | 1.6 0        | 10.0 13/15       | 1.5 0    | –      | 9.1      |
| Ipsos/La Vanguardia                                       | 16–20 Mar 2024            | 1,425   | 59.0      | 29.4 41          | 16.8 26          | 17.7 29          | 6.4 8          | 7.7 9           | 5.4 7         | 1.8 0        | 10.8 15          | –        | –      | 11.7     |
| CEO/Electomanía                                           | 21 Mar 2024               | 2,000   | ?         | 27.0 38          | 18.5 29          | 16.5 28          | 8.0 11         | 8.5 10          | 6.0 8         | 1.5 0        | 8.5 11           | –        | –      | 8.5      |
| GESOP/Electomanía                                         | 18 Mar 2024               | ?       | ?         | 23.8 36          | 18.0 29          | 18.5 31          | 6.0 8          | 7.0 8           | 5.9 8         | –            | 10.0 13          | 2.9 2    | –      | 5.3      |
| SocioMétrica/El Español                                   | 14–16 Mar 2024            | 1,200   | ?         | 29.1 42          | 19.1 28          | 21.2 33          | 8.2 11         | 5.5 5           | 4.8 4         | –            | 9.1 12           | –        | –      | 7.9      |
| GESOP/El Periódico                                        | 14–15 Mar 2024            | 802     | ?         | 23.8 35/38       | 18.0 29/32       | 18.5 29/32       | 6.0 7/9        | 7.0 7/9         | 5.9 7/9       | –            | 10.0 12/14       | 2.9 0/3  | –      | 5.3      |
| GESOP/CEO                                                 | 9 Feb–7 Mar 2024          | 2,000   | ?         | 25.0– 29.0 35/42 | 17.0– 20.0 26/32 | 15.0– 18.0 24/29 | 7.0– 9.0 9/13  | 7.0– 10.0 8/13  | 5.0– 7.0 7/10 | 1.0– 2.0 0   | 7.0– 10.0 9/13   | –        | –      | 8.0– 9.0 |
| NC Report/La Razón                                        | 13–16 Mar 2024            | 1,000   | 65.7      | 25.7 36/37       | 20.5 30/31       | 21.3 32/33       | 7.6 9/10       | 5.5 6           | 5.3 7         | 1.0 0        | 8.9 12/13        | –        | –      | 4.4      |
| ElectoPanel/Electomanía                                   | 29 Ene–26 Feb 2024        | 1,550   | ?         | 27.4 39          | 20.1 30          | 20.9 33          | 7.8 11         | 4.8 5           | 6.2 8         | 0.5 0        | 7.8 9            | 1.2 0    | –      | 6.5      |
| ElectoPanel/GMG                                           | 1–21 Feb 2024             | 1,000   | ?         | 27.9 39          | 19.1 29          | 20.4 32          | 8.1 10         | 5.0 5           | 6.3 8         | 0.6 0        | 8.4 12           | 1.6 0    | –      | 7.5      |
| ElectoPanel/GMG                                           | 1–10 Ene 2024             | 1,000   | ?         | 28.2 39          | 21.1 32          | 18.5 28          | 8.2 11         | 5.9 6           | 5.6 7         | 0.9 0        | 8.4 12           | –        | –      | 7.1      |
| ElectoPanel/GMG                                           | 13–28 Nov 2023            | 1,000   | ?         | 28.9 40          | 20.7 33          | 18.1 27          | 8.8 12         | 6.1 7           | 5.7 7         | 1.3 0        | 7.7 9            | –        | –      | 8.2      |
| GESOP/CEO                                                 | 9 Oct–7 Nov 2023          | 2,000   | ?         | 27.0– 31.0 39/45 | 18.0– 22.0 29/34 | 12.0– 15.0 19/24 | 5.0– 7.0 6/9   | 8.0– 11.0 10/14 | 4.0– 6.0 4/8  | 0.0– 1.0 0   | 9.0– 12.0 12/17  | –        | –      | 9.0      |
| ElectoPanel/GMG                                           | 25 Sep–10 Oct 2023        | 1,000   | ?         | 26.8 36          | 18.7 28          | 19.5 31          | 9.1 12         | 7.8 9           | 5.9 8         | 1.5 0        | 8.7 11           | –        | –      | 7.3      |
| Sigma Dos/El Mundo                                        | 7–9 Sep 2023              | 1,000   | ?         | 26.1 36          | 20.3 31          | 19.6 31          | 6.2 7          | 8.4 10          | 5.2 7         | –            | 10.3 13          | –        | –      | 5.8      |
| Elecciones generales                                      | 23 Jul 2023               |         | 62.7      | 34.5 (50)        | 13.2 (20)        | 11.2 (17)        | 7.8 (11)       | 14.0 (19)       | 2.8 (1)       | –            | 13.4 (17)        | –        | –      | 20.5     |
| 'Elecciones municipales'                                  | 28 de mayo de 2023        |         | 55.5      | 23.7 (36)        | 17.3 (31)        | 18.3 (33)        | 5.0 (6)        | 8.8 (12)        | 4.4 (6)       | 1.2 (0)      | 8.2 (11)         | 0.06 (0) | –      | 5.4      |
| GESOP/CEO                                                 | 29 May–26 Jun 2023        | 2,000   | ?         | 22.0– 26.0 31/37 | 19.0– 23.0 31/36 | 15.0– 18.0 25/30 | 5.0– 8.0 6/10  | 6.0– 9.0 7/11   | 6.0– 8.0 7/11 | 1.0– 2.0 0   | 10.0– 12.0 13/17 | –        | –      | 3.0      |
| GESOP/CEO                                                 | 27 Feb–24 Mar 2023        | 2,000   | ?         | 23.0– 27.0 34/40 | 18.0– 22.0 29/34 | 14.0– 17.0 22/28 | 6.0– 8.0 7/10  | 6.0– 9.0 7/12   | 6.0– 8.0 8/12 | 3.0– 5.0 0/5 | 7.0– 9.0 8/12    | –        | –      | 5.0      |
| ElectoPanel/GMG                                           | 12 Oct–10 Dic 2022        | 12,003  | ?         | 22.2 32          | 23.1 36          | 15.7 24          | 8.8 12         | 7.8 10          | 7.6 10        | 2.3 0        | 6.6 8            | –        | –      | 0.9      |
| GESOP/CEO                                                 | 27 Sep–21 Oct 2022        | 2,000   | ?         | 23.0– 27.0 35/41 | 18.0– 22.0 30/36 | 12.0– 15.0 19/24 | 5.0– 7.0 6/10  | 6.0– 8.0 6/10   | 6.0– 8.0 8/12 | 2.0– 4.0 0/4 | 8.0– 11.0 11/16  | –        | –      | 5.0      |
| GESOP/El Periódico                                        | 13–14 Oct 2022            | 803     | ?         | 24.8 37/38       | 20.1 32/33       | 18.6 29/30       | 6.4 8/9        | 6.3 7/8         | 7.5 10/11     | 2.0 0        | 7.1 9/10         | –        | –      | 4.7      |
| ElectoPanel/Electomanía                                   | 31 Ago–13 Oct 2022        | 1,540   | ?         | 21.6 31          | 22.4 35          | 16.5 25          | 8.6 12         | 7.6 9           | 7.5 10        | 2.4 0        | 6.6 8            | –        | –      | 0.8      |
| GESOP/CEO                                                 | 7 Jun–7 Jul 2022          | 2,000   | ?         | 25.0– 29.0 36/42 | 19.0– 23.0 31/37 | 14.0– 17.0 22/27 | 4.0– 6.0 4/8   | 4.0– 6.0 4/7    | 6.0– 8.0 8/12 | 4.0– 6.0 3/6 | 7.0– 10.0 9/14   | –        | –      | 6.0      |
| ElectoPanel/Electomanía                                   | 15 Abr–30 de mayo de 2022 | 1,565   | ?         | 21.9 31          | 23.2 38          | 16.6 26          | 9.2 12         | 7.3 8           | 7.5 10        | 2.7 0        | 6.0 7            | –        | –      | 1.3      |
| Feedback/El Nacional                                      | 10–19 de mayo de 2022     | 1,000   | 59.3      | 23.3 33/35       | 21.1 31/34       | 16.3 25/26       | 8.4 11/12      | 8.7 10/11       | 6.7 8/10      | 3.8 3/4      | 5.4 6/7          | –        | –      | 2.2      |
| Ipsos/La Vanguardia                                       | 9–12 de mayo de 2022      | ?       | 51        | 25.2 36          | 20.8 33          | 15.7 25          | 9.3 12         | 7.6 9           | 7.8 10        | 3.5 3        | 5.8 7            | –        | –      | 4.4      |
| GESOP/CEO                                                 | 1–28 Mar 2022             | 2,000   | ?         | 23.0– 29.0 34/39 | 20.0– 25.0 33/38 | 13.0– 18.0 23/28 | 6.0– 10.0 9/12 | 6.0– 9.0 6/10   | 6.0– 9.0 8/11 | 2.0– 5.0 0/4 | 4.0– 8.0 6/8     | –        | –      | 3.0– 4.0 |
| ElectoPanel/Electomanía                                   | 30 Ago–14 Oct 2021        | 4,146   | ?         | 24.7 35          | 24.6 38          | 18.0 27          | 7.2 10         | 6.5 7           | 6.9 10        | 2.6 0        | 6.3 8            | –        | –      | 0.1      |
| GAD3/La Vanguardia                                        | 20–22 Sep 2021            | 806     | 62.0      | 24.1 33/34       | 25.9 39/40       | 17.3 27          | 6.9 8/10       | 8.1 10          | 4.6 6/7       | 3.8 3        | 5.9 6/7          | –        | –      | 1.8      |
| ElectoPanel/Electomanía                                   | 31 May–13 Jul 2021        | 3,458   | ?         | 24.7 36          | 23.4 35          | 19.5 31          | 7.1 8          | 6.3 7           | 7.4 10        | 2.2 0        | 6.7 8            | –        | –      | 1.3      |
| Opinòmetre/CEO                                            | 11–19 de mayo de 2021     | 1,200   | 60        | 23.8 34/35       | 24.0 36/37       | 18.0 28/29       | 6.2 7/8        | 6.6 8/9         | 8.3 11/12     | 2.4 0/2      | 6.4 6/7          | –        | –      | 0.2      |
| GESOP/El Periódico                                        | 12–14 de mayo de 2021     | 801     | ?         | 26.2 37/38       | 22.5 34/36       | 17.0 25/27       | 7.7 10/11      | 6.9 8/9         | 7.5 9/10      | 4.0 3/4      | 4.9 5/6          | –        | –      | 3.7      |
| GAD3/La Vanguardia                                        | 11–12 de mayo de 2021     | 800     | 56.0      | 25.4 36          | 22.2 35          | 20.8 33          | 6.3 8          | 6.4 7           | 6.2 8         | 2.3 0        | 7.0 8            | –        | –      | 3.2      |
| NC Report/La Razón                                        | 30 Mar–1 Abr 2021         | 1,000   | 50.4      | 23.5 34          | 22.4 34          | 19.2 31          | 8.1 12         | 6.7 8           | 6.9 9         | 3.1 2        | 5.4 5            | –        | –      | 1.1      |
|                                                           |                           |         |           |                  |                  |                  |                |                 |               |              |                  |          |        |          |
| Elecciones autonómicas                                    | 14 Feb 2021               |         | 51.3      | 23.0 33          | 21.3 33          | 20.1 32          | 7.7 11         | 6.9 8           | 6.7 9         | 5.6 6        | 3.8 3            | –        | 0.2 0  | 1.7      |
|                                                           |                           |         |           |                  |                  |                  |                |                 |               |              |                  |          |        |          |

### Preferencia de presidente
| Encuestadora/Medio      | Fecha                 | Muestra | Illa PSC        | Aragonès ERC   | Puigdemont Junts+ | Borràs JxCat | Garriga Vox | Albiach Comuns | Sabater CUP-G | Estrada CUP-DT | Carrizosa Cs | Fernández PP | Orriols AC | NS/NC | Ventaja |     |     |     |      |     |
| ----------------------- | --------------------- | ------- | --------------- | -------------- | ----------------- | ------------ | ----------- | -------------- | ------------- | -------------- | ------------ | ------------ | ---------- | ----- | ------- | --- | --- | --- | ---- | --- |
| Encuestadora/Medio      | Fecha                 | Muestra | ElectoPanel/GMG | 11–25 Apr 2024 | 1,000             | 28.0         | 13.9        | 23.8           | –             | 3.1            | 2.6          | –            | 2.6        | NS/NC | Ventaja | 0.5 | 5.3 | 2.5 | 17.9 | 4.2 |
| CIS/Público             | 11–22 Abr 2024        | 8,905   | 24.8            | 14.6           | 17.0              | –            | 4.7         | 4.5            | –             | 2.1            | 2.3          | 7.0          | 2.0        | 9.3   | 7.8     |     |     |     |      |     |
| 40db/El País            | 16–19 Abr 2024        | 1,200   | 19.5            | 9.9            | 19.5              | –            | 5.5         | 7.2            | –             | 2.2            | 2.4          | 6.1          | 4.4        | 14.0  | Empate  |     |     |     |      |     |
| Ipsos/La Vanguardia     | 16–20 Mar 2024        | 1,425   | 23.0            | 9.0            | 13.0              | –            | –           | 2.0            | –             | –              | 1.0          | 3.0          | –          | 48.0  | 10.0    |     |     |     |      |     |
| SocioMétrica/El Español | 14–16 Mar 2024        | 1,200   | 23.3            | 15.3           | 12.9              | –            | –           | –              | –             | –              | –            | –            | –          | –     | 8.0     |     |     |     |      |     |
| GESOP/El Periódico      | 13–14 Oct 2022        | 803     | 19.1            | 21.7           | –                 | 10.9         | 0.9         | 3.7            | 3.6           | –              | 1.0          | 1.3          | –          | 38.0  | 2.6     |     |     |     |      |     |
| GESOP/El Periódico      | 12–14 de mayo de 2021 | 801     | 21.7            | 18.4           | 15.5              | –            | 0.9         | 4.3            | 2.6           | –              | 0.4          | 1.4          | –          | 32.7  | 3.3     |     |     |     |      |     |

### Preferencia de gobierno
| Medio                    | Fecha               | Tripartito PSC,ERC,Comuns | Independentista Junts+,ERC,CUP | Izquierda no independentista PSC,Comuns | Gobierno actual ERC | Gran alianza no independentista PSC,PP | Otro/s | Dif. |
| ------------------------ | ------------------- | ------------------------- | ------------------------------ | --------------------------------------- | ------------------- | -------------------------------------- | ------ | ---- |
| Medio                    | Fecha               |                           |                                |                                         |                     |                                        | Otro/s | Dif. |
| IPSOS/RTVE               | 12 de mayo de 2024  | 26.0                      | 22.0                           | 23.0                                    |                     |                                        |        | 3.0  |
| DYM/20 Minutos           | 6 de mayo de 2024   | 22.5                      | 21.4                           | –                                       | –                   | –                                      | –      | 1.1  |
| 40dB/El País             | 6 de mayo de 2024   | 27.5                      | 27.4                           | –                                       | –                   | 15.0                                   | 41.1   | 0.1  |
| Cluster17/Agenda Pública | 6 de mayo de 2024   | 16.0                      | 13.0                           | –                                       | –                   | –                                      | –      | 3.0  |
| DYM/Segre                | 5 de mayo de 2024   | 22.0                      | 21.0                           | –                                       | –                   | –                                      | 22.0   | 1.0  |
| 40db/El País             | 23 de abril de 2024 | 26.2                      | 26.8                           | –                                       | –                   | 15.8                                   | 31.2   | 0.6  |
| Electomanía/CG           | 14 de abril de 2024 | 28.9                      | 24.4                           | 6.4                                     | 3.7                 | –                                      | 20.2   | 4.5  |
| CIS/ElDiario.es          | 13 de mayo de 2021  | 31.2                      | 23.2                           | 12.7                                    | 5.7                 | –                                      | 27.3   | 8.0  |

## Jornada electoral

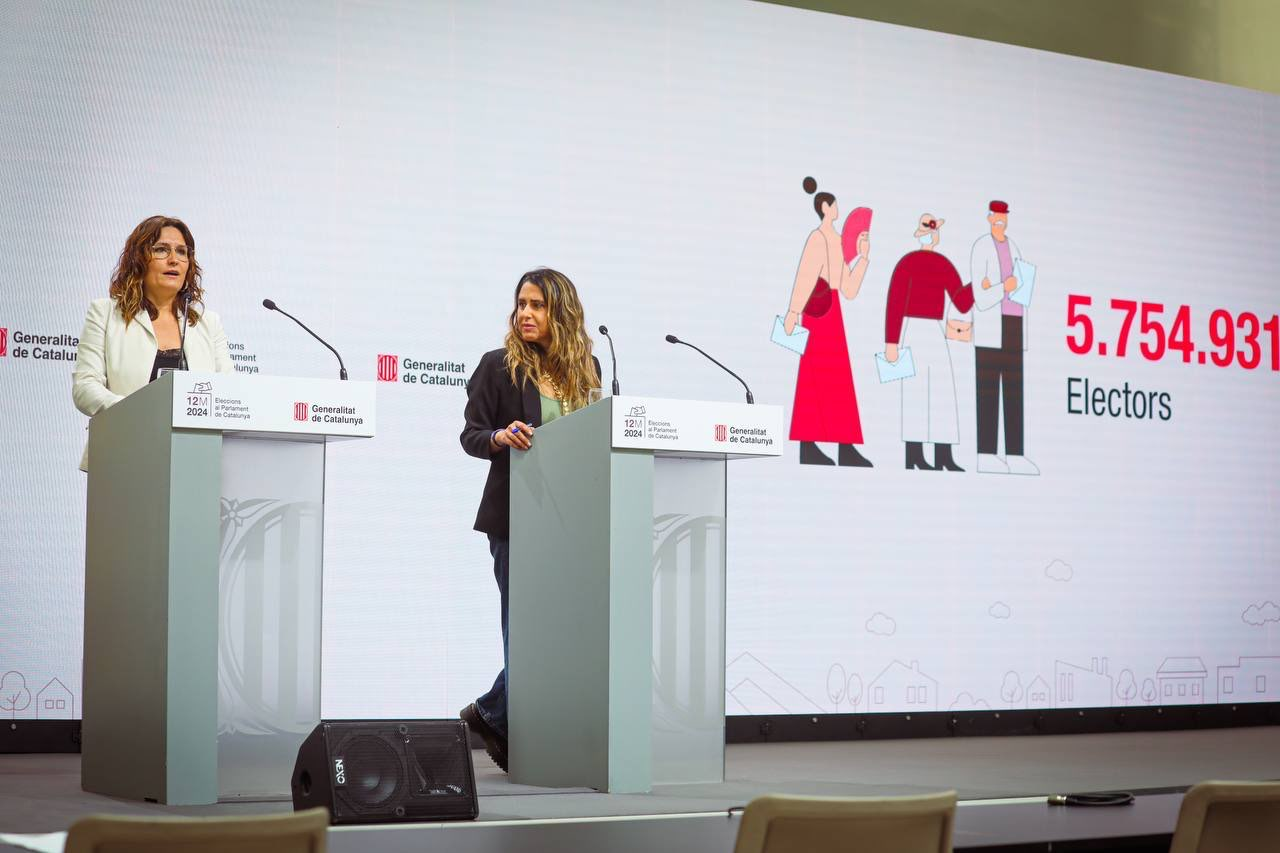
La vicepresidenta Laura Vilagrà y la portavoz del Govern, Patrícia Plaja, dan instrucciones de como se llevaran a cabo las ruedas de prensa el día de las elecciones.

La jornada electoral comenzó en todos los colegios electorales de Cataluña a las 8:00 horas de la mañana con la constitución de las 8940 mesas electorales en sus sedes por parte de los presidentes de mesa, vocales y suplentes, la presentación de los interventores de los partidos políticos y la constatación de la presencia de todos los elementos necesarios para la votación. Tras levantarse el acta de constitución de mesa, a las 8:30 horas, los colegios electorales abrieron sus puertas a las 9:00 horas de la mañana para que los ciudadanos inscritos en ellos empezaran a votar.
Durante la jornada electoral hubo diferentes incidentes con los Rodalies de Catalunya, ya que se produjo un robo de cobre y diferentes sobrecargas e incendios. Algunos partidos como ERC y Junts+ pidieron alargar el horario de votación alegando que este hecho afectaba a la libertad de derecho al voto de algunos ciudadanos. La Junta Electoral Central dejó la decisión en manos de las juntas electorales provinciales, las cuales terminaron descartando la petición alegando que la problemática se conocía desde primera hora de la mañana y los ciudadanos que deseaban votar habían tenido tiempo suficiente para buscar otra alternativa de transporte.

### Participación

#### Por comarcas
| Participación por Comarcas   | Participación por Comarcas   | Participación por Comarcas   |
| ---------------------------- | ---------------------------- | ---------------------------- |
|                              |                              |                              |
| Participación a las 13 horas | Participación a las 18 horas | Participación a las 20 horas |

#### Por horas
|  | 26,90 % |

|  | 22,77 % |

|  | 45,80 % |

|  | 45,61 % |

|  | 57,97 % |

|  | 51,29 % |

### Resultados
A continuación se muestran los resultados provisionales de estas elecciones, estando aún pendiente el recuento del voto emitido desde el extranjero y posibles correcciones durante el recuento oficial de las actas de las mesas electorales:
|  | 27,96 % |

|  | 21,61 % |

|  | 13,68 % |

|  | 10,97 % |

|  | 7,96 % |

|  | 5,82 % |

|  | 4,09 % |

|  | 3,78 % |

|  | 1,08 % |

|  | 0,72 % |

|  | 0,44 % |

|  | 0,31 % |

|  | 0,12 % |

|  | 0,10 % |

|  | 0,08 % |

|  | 0,05 % |

|  | 0,01 % |

|  | 0,01 % |

|  | 99,16 % |

|  | 0,83 % |

|  | 1,13 % |

|  | 57,97 % |

|  | 42,03 % |

###### Circunscripciones
| Candidaturas más votadas       | Candidaturas más votadas    | Candidaturas más votadas | Candidaturas más votadas         |
| ------------------------------ | --------------------------- | ------------------------ | -------------------------------- |
|                                |                             |                          |                                  |
| Circunscripciones (Provincias) | Ganador por circunscripción | Ganador por Comarca      | Partido más votado por municipio |

| Candidatura | Candidatura     | Cataluña  | Cataluña | Cataluña    | Cataluña    |           | Barcelona   | Barcelona | Barcelona   | Barcelona   |             | Tarragona | Tarragona   | Tarragona | Tarragona |             | Gerona      | Gerona  | Gerona      | Gerona |             | Lérida | Lérida | Lérida | Lérida |
| Candidatura | Candidatura     | Votos     | %        | Esc.        | Crecimiento | Votos     | %           | Esc.      | Crecimiento | Votos       | %           | Esc.      | Crecimiento | Votos     | %         | Esc.        | Crecimiento | Votos   | %           | Esc.   | Crecimiento |        |        |        |        |
|             | PSC             | 872.959   | 27,96%   | 42          | Crecimiento | 700.463   | 29,90%      | 28        | Crecimiento | 80.210      | 25,43%      | 6         | Crecimiento | 58.036    | 19,51%    | 4           | Crecimiento | 34.250  | 20,55%      | 4      | Sin cambios |        |        |        |        |
|             | Junts+          | 674.896   | 21,61%   | 35          | Crecimiento | 453.407   | 19,35%      | 18        | Crecimiento | 67.122      | 21,28%      | 5         | Crecimiento | 103.752   | 34,88%    | 7           | Sin cambios | 50.615  | 30,37%      | 5      | Crecimiento |        |        |        |        |
|             | ERC             | 427.135   | 13,68%   | 20          |             | 313.451   | 13,38%      | 12        |             | 50.768      | 16,09%      | 3         |             | 35.659    | 11,99%    | 2           |             | 27.257  | 16,35%      | 3      |             |        |        |        |        |
|             | PPC             | 342.584   | 10,97%   | 15          | Crecimiento | 270.683   | 11,55%      | 11        | Crecimiento | 37.182      | 11,78%      | 2         | Crecimiento | 19.437    | 6,53%     | 1           | Crecimiento | 15.282  | 9,17%       | 1      | Crecimiento |        |        |        |        |
|             | Vox             | 248.554   | 7,96%    | 11          | Sin cambios | 187.336   | 7,99%       | 7         | Sin cambios | 31.932      | 10,12%      | 2         | Sin cambios | 18.879    | 6,34%     | 1           | Sin cambios | 10.407  | 6,24%       | 1      | Sin cambios |        |        |        |        |
|             | Comuns          | 181.795   | 5,82%    | 6           |             | 156.349   | 6,67%       | 6         |             | 12.106      | 3,83%       |           |             | 9.756     | 3,28%     |             | Sin cambios | 3.584   | 2,15%       |        | Sin cambios |        |        |        |        |
|             | CUP-DT          | 127.850   | 4,09%    | 4           |             | 93.256    | 3,98%       | 3         |             | 12.799      | 4,05%       |           | 14.714      | 4,94%     | 1         |             | 7.081       | 4,24%   |             |        |             |        |        |        |        |
|             | 'AC'            | 118.302   | 3,78%    | 2           | Nv          | 67.405    | 2,87%       |           | Nv          | 11.074      | 3,51%       | Nv        | 26.857      | 9,03%     | 1         | Nv          | 12.966      | 7,78%   | 1           | Nv     |             |        |        |        |        |
|             | PACMA           | 34.026    | 1,08%    |             | Nv          | 27.763    | 1,18%       | Nv        | 3.277       | 1,03%       | Nv          | 2.986     | 1,00%       |           | Nv        | NN          | NN          | NN      | NN          |        |             |        |        |        |        |
|             | Cs              | 22.481    | 0,72%    |             | 19.297      | 0,82%     |             | 1.681     | 0,53%       |             | 961         | 0,32%     | Sin cambios | 542       | 0,32%     |             | Sin cambios |         |             |        |             |        |        |        |        |
|             | Alhora          | 13.759    | 0,44%    | Nv          | 10.362      | 0,44%     | Nv          | 1.064     | 0,33%       | Nv          | 1.521       | 0,51%     | Nv          | 812       | 0,48%     | Nv          |             |         |             |        |             |        |        |        |        |
|             | 'FO'            | 9.976     | 0,31%    | Nv          | 8.120       | 0,34%     | Nv          | 944       | 0,29%       | Nv          | 551         | 0,18%     | Nv          | 361       | 0,21%     | Nv          |             |         |             |        |             |        |        |        |        |
|             | PCTC            | 3.977     | 0,12%    | Sin cambios | 3.044       | 0,12%     | Sin cambios | 406       | 0,12%       | Sin cambios | 324         | 0,10%     | Sin cambios | 203       | 0,12%     | Sin cambios |             |         |             |        |             |        |        |        |        |
|             | CERO            | 3.126     | 0,12%    | Sin cambios | 2.486       | 0,10%     | Sin cambios | 248       | 0,07%       | Sin cambios | 191         | 0,06%     | Sin cambios | 201       | 0,12%     | Sin cambios |             |         |             |        |             |        |        |        |        |
|             | PUM+J           | 2.626     | 0,08%    | Sin cambios | 1.946       | 0,08%     | Nv          | 220       | 0,06%       | Sin cambios | 220         | 0,07%     | Sin cambios | 240       | 0,14%     | Sin cambios |             |         |             |        |             |        |        |        |        |
|             | IZQP-UNIDOS-DEf | 1.613     | 0,05%    | Nv          | 1.438       | 0,06%     | Nv          | 175       | 0,05%       | Nv          | NN          | NN        | NN          | NN        | NN        | NN          | NN          | NN      |             |        |             |        |        |        |        |
|             | FNC             | 264       | 0,01%    | Sin cambios | NN          | NN        | NN          | NN        | 157         | 0,04%       | Sin cambios | NN        | NN          | NN        | NN        | 107         | 0,06%       |         | Sin cambios |        |             |        |        |        |        |
|             | CNV             | 258       | 0,01%    | Nv          | NN          | NN        | NN          | NN        | 258         | 0,08%       | Nv          | NN        | NN          | NN        | NN        | NN          | NN          | NN      | NN          |        |             |        |        |        |        |
| En blanco   | En blanco       | 35.783    | 1,13%    |             |             | 25.770    | 1,09%       |           |             | 3.758       | 1,17%       |           |             | 3.532     | 1,17%     |             |             | 2.723   | 1,61%       |        |             |        |        |        |        |
| Válidos     | Válidos         | 3.121.964 | 99,16%   | 2.342.576   | 99,26%      | 315.381   | 98,84%      | 297.376   | 98,94%      | 166.631     | 98,69%      |           |             |           |           |             |             |         |             |        |             |        |        |        |        |
| Nulos       | Nulos           | 26.414    | 0,83%    | 17.343      | 0,73%       | 3.699     | 1,15%       | 3.167     | 1,05%       | 2.205       | 1,30%       |           |             |           |           |             |             |         |             |        |             |        |        |        |        |
| Total       | Total           | 3.148.378 | 100%     | 135         | Sin cambios | 2.359.919 | 100%        | 85        | Sin cambios | 319.080     | 100%        | 18        | Sin cambios | 300.543   | 100%      | 17          | Sin cambios | 168.836 | 100%        | 15     | Sin cambios |        |        |        |        |

## Cargos nombrados

### Diputados electos
| Elecciones al Parlamento de Cataluña de 2024 Diputados electos |                            | | | | |
| Candidatura                                                    | Candidatura                | Barcelona | Gerona | Lérida | Tarragona |
|                                                                | PSC (42 diputados)         | 1. Salvador Illa Roca 2. Alícia Romero Llano 3. Ramon Espadaler Parcerisas 4. Esther Niubó Cidoncha 5. Ferran Pedret Santos 6. Rocío García Pérez 7. Pol Gibert Horcas 8. Sara Jaurrieta Guarner 9. David Pérez Ibáñez 10. Eva Candela López 11. Raúl Moreno Montaña 12. Beatriz Silva Gallardo 13. Jordi Riba Colom 14. Eva Menor Cantador 15. Cristòfol Gimeno Iglesias 16. Imma Ferret Raventós 17. Guillem Sánchez Prat 18. Elena Díaz Torrevejano 19. Antoni Poyato Rodríguez 20. Sabrin Araibi Marachi 21. Ernesto Carrión Sablich 22. Concepción Jiménez Cruz 23. David González Chanca 24. Andrea Zapata Alfonso 25. José Ignacio Aparicio Ciria 26. Susana Martínez Heredia 27. Mario García Gómez 28. Natàlia Fabián Corbacho | 1. Sílvia Paneque Sureda 2. Víctor Puga López 3. Mònica Ríos García 4. Francesc Jesús Becerra Ramírez                                                                                 | 1. Òscar Ordeig Molist 2. Judit Alcalá González 3. Manel Ezquerra Tomàs 4. Neus Comes Pon                                     | 1. Rosa Maria Ibarra Ollé 2. Alberto Bondesio Martínez 3. Joaquim Paladella Curto 4. Ivana Martínez Valverde 5. Christian Soriano García 6. Lidia Ferré Ferré |
|                                                                | Junts+ (35 diputados)      | 1. Carles Puigdemont i Casamajó 2. Anna Navarro i Descals 3. Josep Rull i Andreu 4. Anna Maria Erra i Solà 5. Albert Batet i Canadell 6. Ennatu Domingo i Soler 7. Josep Rius i Alcaraz 8. Judith Toronjo i Nofuentes 9. Agustí Colomines i Companys 10. Glòria Freixa i Vilardell 11. Jaume Giró i Ribas 12. Mercè Esteve i Pi 13. Lluís Puig i Gordi 14. David Saldoni i de Tena 15. Montserrat Ortiz i Martí 16. Antoni Castellà i Clavé 17. Joan Canadell i Bruguera 18. Francesc de Dalmases i Thió | 1. Salvador Vergés i Tejero 2. Carme Renedo i Puig 3. Isaac Padrós i Suárez 4. Sònia Martínez i Juli 5. Maite Selva i Huertas 6. Maria Àngels Planas i Crous 7. Jordi Munell i García | 1. Jeannine Abella i Chica 2. Ignasi Prat i Sarri 3. Anna Feliu i Moragues 4. Jordi Fàbrega i Sabaté 5. Rosa Jové i Montañola | 1. Mònica Sales i de la Cruz 2. Jordi Bertran i Luengo 3. Joaquim Calatayud i Casals 4. Noemí Nieto i Fumanal 5. Irene Negre i Estorach                       |
|                                                                | ERC (20 diputados)         | 1. Pere Aragonès García 2. Laura Vilagrà Pons 3. Josep Maria Jové i Lladó 4. Najat Driouech Ben Moussa 5. Joan Ignasi Elena Garcia 6. Ester Capella i Farré 7. Carles Campuzano Canadés 8. Tània Verge Mestre 9. Rubén Wagensberg Ramón 10. Mar Besses Casanovas 11. Jordi Albert Caballero 12. Ana María Balsera Marín | 1. Laia Cañigueral i Olivé 2. Jordi Viñas i Xifra | 1. Marta Vilalta i Torres 2. Josep Vidal Bringué 3. Montserrat Bergés i Saura                                                 | 1. Raquel Sans Guerra 2. Albert Salvadó Fernández 3. Irene Aragonès Gràcia                                                                                    |
|                                                                | PPC (15 diputados)         | 1. Alejandro Fernández Álvarez 2. Manuel Reyes López 3. María Ángeles Esteller Ruedas 4. Santiago Rodríguez Serra 5. Rosa del Amo Hernández 6. Hugo Manchón García 7. Juan Fernández Benítez 8. Eva García Rodríguez 9. Miriam Casanova Domènech 10. Alberto Villagrasa Gil 11. Cristian Escribano Ramírez | 1. Jaume Veray Cama | 1. Montserrat Berenguer Messeguer                                                                                             | 1. Pere Lluís Huguet Tous 2. Lorena Roldán Suárez |
|                                                                | Vox (11 diputados)         | 1. Ignacio Garriga Vaz de Concicaco 2. María Elisa García Fuster 3. Joan Garriga Doménech 4. Manuel Jesús Acosta Elías 5. Mónica Lora Cisquer 6. Júlia Calvet Puig 7. Andrés Félix Bello Sanz | 1. Alberto Tarradas Paneque | 1. Rafael Villafranca Mercé                                                                                                   | 1. Sergio Macián de Greef 2. Javier Ramírez Gutiérrez |
|                                                                | Comuns Sumar (6 diputados) | 1. Jéssica Albiach Satorres 2. Lluís Mijoler Martínez 3. Andrés García Berrio 4. Susana Segovia Sánchez 5. David Cid Colomer 6. Núria Lozano Montoya | | | |
|                                                                | CUP-DT (4 diputados)       | 1. Laia Estrada Cañón 2. Laura Fernández Vega 3. Maria Pilar Castillejo Medina | 1. Daniel Cornellà i Detrell | | |
|                                                                | Aliança.Cat (2 diputados)  | | 1. Sílvia Orriols Serra | 1. Ramón Abad Gimeno | |

### Elección de la Presidencia del Parlamento de Cataluña
| Candidatura     | Candidatura                     | Primera ronda Mayoría requerida: absoluta (68/135) | Segunda ronda Mayoría requerida: simple |
| --------------- | ------------------------------- | -------------------------------------------------- | --------------------------------------- |
|                 | Josep Rull Andreu (Junts)       | 35/135                                             | 59/135                                  |
|                 | Sílvia Paneque Sureda (PSC)     | 42/135                                             | 42/135                                  |
|                 | Pere Lluís Huguet Tous (PPC)    | 15/135                                             | —                                       |
|                 | María Elisa García Fuster (Vox) | 11/135                                             | —                                       |
|                 | Susana Segovia Sánchez (CEC)    | 6/135                                              | —                                       |
| Votos en blanco | Votos en blanco                 | 24/135                                             | 32/135                                  |
| Votos nulos     | Votos nulos                     | 2/135                                              | 2/135                                   |
| Resultado       | Resultado                       | No                                                 | Sí                                      |

### Investidura del Presidente de la Generalidad
Luego de las elecciones autonómicas de 2024, se comenzó a especular sobre un posible nuevo tripartito entre el PSC, ERC y los Comuns. El bloque independentista, que había sumado mayoría desde 2012, no logró revalidarla en estas elecciones. La única posibilidad lógica de pacto parecía ser un tripartito para investir a Salvador Illa como presidente de la Generalidad.
Al principio, Esquerra Republicana se negó a colaborar en la investidura del líder socialista, lo cual quedó reflejado en el discurso del Coordinador Nacional de Esquerra Republicana y presidente de la Generalidad, Pere Aragonès, quien afirmó que «ERC estará en la oposición y asumiré las responsabilidades del resultado». Esto se vio agravado por varias crisis internas de ERC tras el "batacazo" electoral, que llevó a Oriol Junqueras, presidente del partido, a dimitir de todos sus cargos. También el entonces presidente de la Generalidad, Pere Aragonès, dimitió, lo que intensificó la crisis interna. Esta situación empeoró cuando se descubrió que varios carteles sobre la posibilidad de que el líder de ERC en Barcelona, Ernest Maragall, sufriera Alzheimer, fueron financiados y colgados por militantes de la propia Esquerra.
El liderazgo de ERC pasó a manos de la secretaria general, Marta Rovira, quien lideró las negociaciones tanto para la conformación de la mesa del parlamento de Cataluña como para la investidura del presidente de la Generalidad. Este último debía pasar por una consulta a las bases de Esquerra. El pacto alcanzado el 29 de julio de 2024 ponía como prioridad la soberanía fiscal de Cataluña, para que la Agencia Tributaria de Cataluña recaudara el 100% de los impuestos de los catalanes. También incluía otros temas, como la lengua catalana, que contemplaba la creación de una consejería propia de Política Lingüística, la permanencia de la consejería de Igualdad y Feminismos, un pacto nacional por la industria y la gratuidad de la educación infantil hasta los 2 años.
El día 2 de agosto de 2024 la militancia de Esquerra Republicana estaba llamada a avalar el acuerdo con el PSC. Con una participación récord del 77% las bases avalaron el pacto con el 53% de los votos y una diferencia de únicamente 550 votos del no.
Tras el pacto ERC-PSC, a Salvador Illa aún le quedaba convencer al tercer partido del tripartito, los Comuns, que fueron los que causaron la caída del gobierno de ERC al no apoyar sus presupuestos. El día 3 de agosto, los socialistas llegaron a un acuerdo con los Comuns para la investidura. El pacto incluía que el proyecto del Hard Rock de Tarragona se parase, además de un aumento en la inversión para la construcción de vivienda pública, la reducción de las listas de espera y la contratación de más profesores.

##### Sesión de Investidura
Luego de que las bases de ERC apoyaran el acuerdo con el PSC, el líder de los socialistas comunicó al presidente del parlamento, Josep Rull, que había conseguido los apoyos suficientes para ser investido presidente de la Generalidad, y este comunicó que iniciaría una ronda de consultas.
El martes 6 de agosto, el presidente del Parlamento, Josep Rull, se reunió con los líderes de los grupos parlamentarios para conocer la posición de cada grupo respecto al apoyo al socialista Salvador Illa en una sesión de investidura. Rull comenzó la ronda de contactos con Illa, continuó con ERC y su líder en el parlamento, Josep Maria Jové; la siguiente fue la líder de los Comuns, Jéssica Albiach; y a continuación, Rull recibió a Albert Batet y Mònica Sales (Junts+), Alejandro Fernández (PPC), Ignacio Garriga (Vox), Dani Cornellà (CUP) y Sílvia Orriols y Ramon Abad (Aliança Catalana).
El día de la sesión de investidura de Illa, los Mozos de Escuadra activaron un fuerte dispositivo policial alrededor del Parque de la Ciudadela para impedir la llegada de Carles Puigdemont al Parlamento, además de evitar que los manifestantes, tanto independentistas como nacionalistas españoles, pudieran increpar o atacar a algún diputado.
La sesión inicio a las 10:00 como estaba previsto y sin mayores sobresaltos donde le secretaria tercera de la mesa, Rosa Maria Ibarra Ollé leía la carta en la que el presidente del Parlamento proponía a Salvador Illa como presidente de la Generalidad a continuación el líder socialista comenzó su discurso que se estructuraba en cuatro partes en la que la primera fue un contexto actual y de los retos de la legislatura; habiendo explicado esto pasó a explicar los principales ejes de su programa de gobierno, para en tercer lugar explicar cómo llevaría a cabo estos ejes y para finalizar con unas consideraciones actuales.
Después de que el candidato a la presidencia hizo su discurso inaugural, pasó al debate con cada grupo parlamentario, en el cual cada grupo, de mayor a menor, tenía la palabra. Tras cada intervención, el socialista tenía el derecho a réplica para responder o no a las preguntas o acusaciones de cada grupo. Según el orden establecido, comenzaría el Grupo Parlamentario Junts+ en voz del diputado Albert Batet, seguido por el Grupo Parlamentario Esquerra Republicana con Josep Maria Jové. El tercer orador sería Alejandro Fernández, del Grupo Parlamentario Popular, siendo este grupo el último en tomar la palabra antes de que el presidente del Parlamento suspendiera la sesión por una hora y media.
La sesión se reanudó a las 15:15, cuando el diputado Albert Batet solicitó que se suspendiera el pleno indefinidamente, debido a que el secretario general de Junts, Jordi Turull, fue llamado a declarar por presunta "obstrucción a la justicia", ya que Turull apoyó a Carles Puigdemont en su huida de Barcelona unas horas antes. Pero esta petición fue denegada por la mesa con los votos en contra de PSC y ERC.
Después de Batet, el líder del Grupo Parlamentario Vox, Ignacio Garriga, tomó la palabra. El sexto grupo parlamentario, Comuns, liderado por Jéssica Albiach, dio un discurso breve pero directo al candidato, donde dejó claro que sus votos no serían gratis y que, en caso de que el señor Illa incumpliera, no dudarían en hacerle caer, tal como lo ayudaron a subir. El siguiente grupo fue la CUP, en voz de la comunista Laia Estrada. El penúltimo grupo en tomar la palabra fue el Grupo Mixto, con la líder de Aliança Catalana como portavoz, quien dio un discurso muy duro tanto a los partidos no independentistas como a los independentistas, acusándolos a todos de facilitar la «invasión» que sufre Cataluña, además del islamismo radical que ha dejado las «calles de Cataluña irreconocibles».
El último grupo en tomar la palabra fue el grupo del candidato (Socialistas y Unidos), donde el diputado Ferran Pedret finalizó la fase de discursos de los grupos parlamentarios.

##### Llegada de Carles Puigdemont
El líder de Junts+, Carles Puigdemont, anunció luego de los resultados de las elecciones que estaría «presente» en la investidura de cualquier candidato a la presidencia de la Generalidad, ya fuera él o Salvador Illa. El 4 de agosto de 2024, luego de que Salvador Illa le comunicara a Josep Rull que tenía los apoyos suficientes para ser investido presidente, Puigdemont anunció que regresaría a España para la investidura de Illa y acusaría a ERC si lo llegaban a detener antes de poder entrar al Parlamento de Cataluña para ejercer su papel de líder de la oposición y debatir con el candidato socialista. El día de la investidura de Salvador Illa, Puigdemont convocó a sus seguidores en el Passeig de Lluís Companys, en frente del Arco del Triunfo de Barcelona, para impedir que se le capturara. A las 9:00 de la mañana, Puigdemont llegó al Arco del Triunfo, donde lo esperaban sus seguidores. El líder de Junts+ dio un breve discurso donde finalizó con la frase «no sé cuándo nos volveremos a ver». Luego de esto, salió junto a sus seguidores hacia el Parque de la Ciudadela, donde se encuentra el Parlamento de Cataluña, pero en medio de este camino, Carles Puigdemont desapareció de las cámaras y de las fuerzas de seguridad del estado. Esta desaparición hizo que los Mozos de Escuadra activaran la fase 3 de la Operación Jaula.

##### Votación
| Candidato         | Fecha                                                    | Voto | PSC | Junts | ERC | PP | Vox | Comuns | CUP | Aliança | Total  |
| ----------------- | -------------------------------------------------------- | ---- | --- | ----- | --- | -- | --- | ------ | --- | ------- | ------ |
| Salvador Illa PSC | 8 de agosto de 2024 Mayoría requerida: absoluta (68/135) | Sí   | 42  |       | 20  |    |     | 6      |     |         | 68/135 |
| Salvador Illa PSC | 8 de agosto de 2024 Mayoría requerida: absoluta (68/135) | No   |     | 34    |     | 15 | 11  |        | 4   | 2       | 66/135 |
| Salvador Illa PSC | 8 de agosto de 2024 Mayoría requerida: absoluta (68/135) | Abs. |     |       |     |    |     |        |     |         | 0/135  |
| Salvador Illa PSC | 8 de agosto de 2024 Mayoría requerida: absoluta (68/135) | Aus. |     | 1     |     |    |     |        |     |         | 1/135  |
| Referencias:      |                                                          |      |     |       |     |    |     |        |     |         |        |

## Galería de imágenes

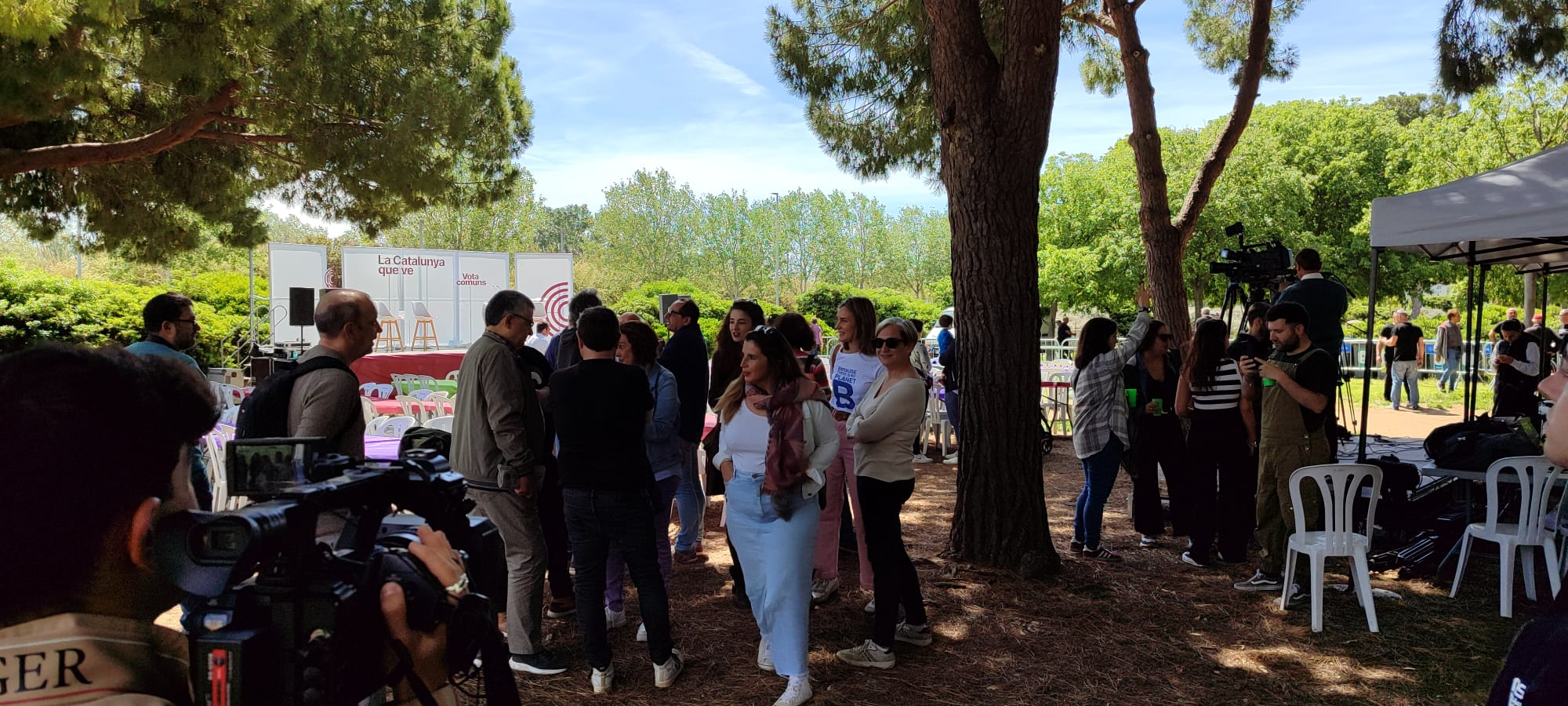
Los líderes de Comuns Sumar en un acto de campaña.
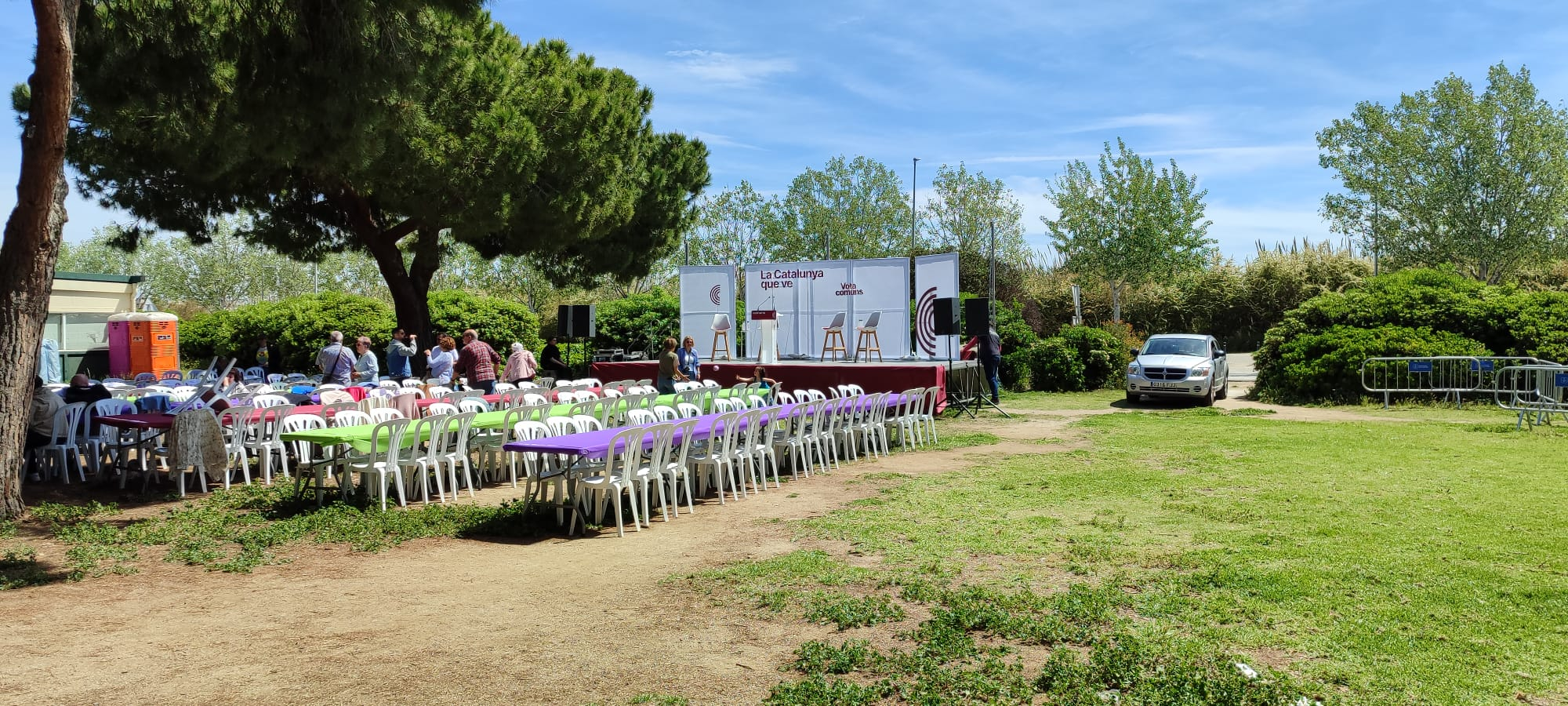
Acto de campaña de Comuns Sumar.
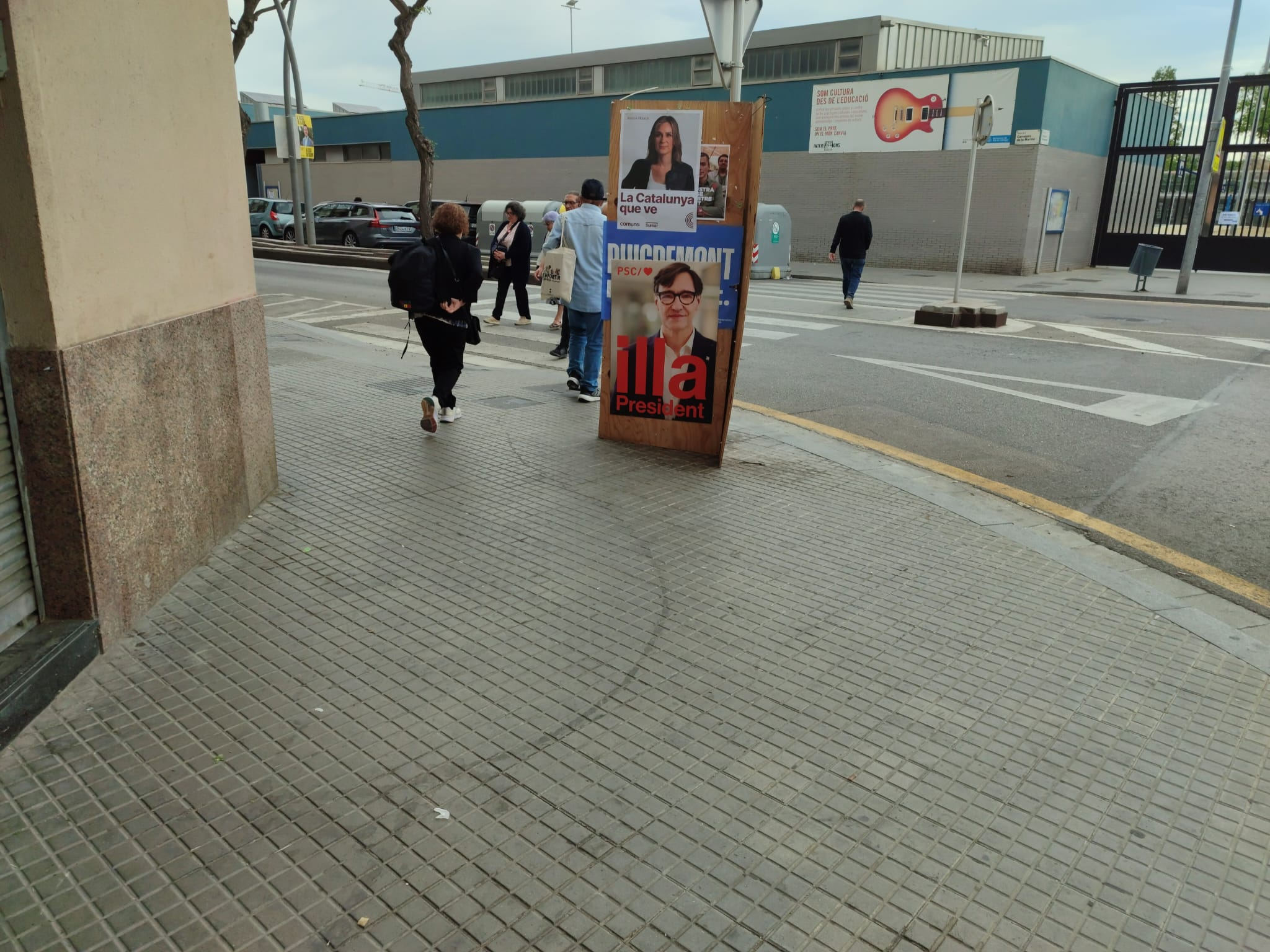
Carteles electorales enfrente de un colegio electoral el día de las elecciones.
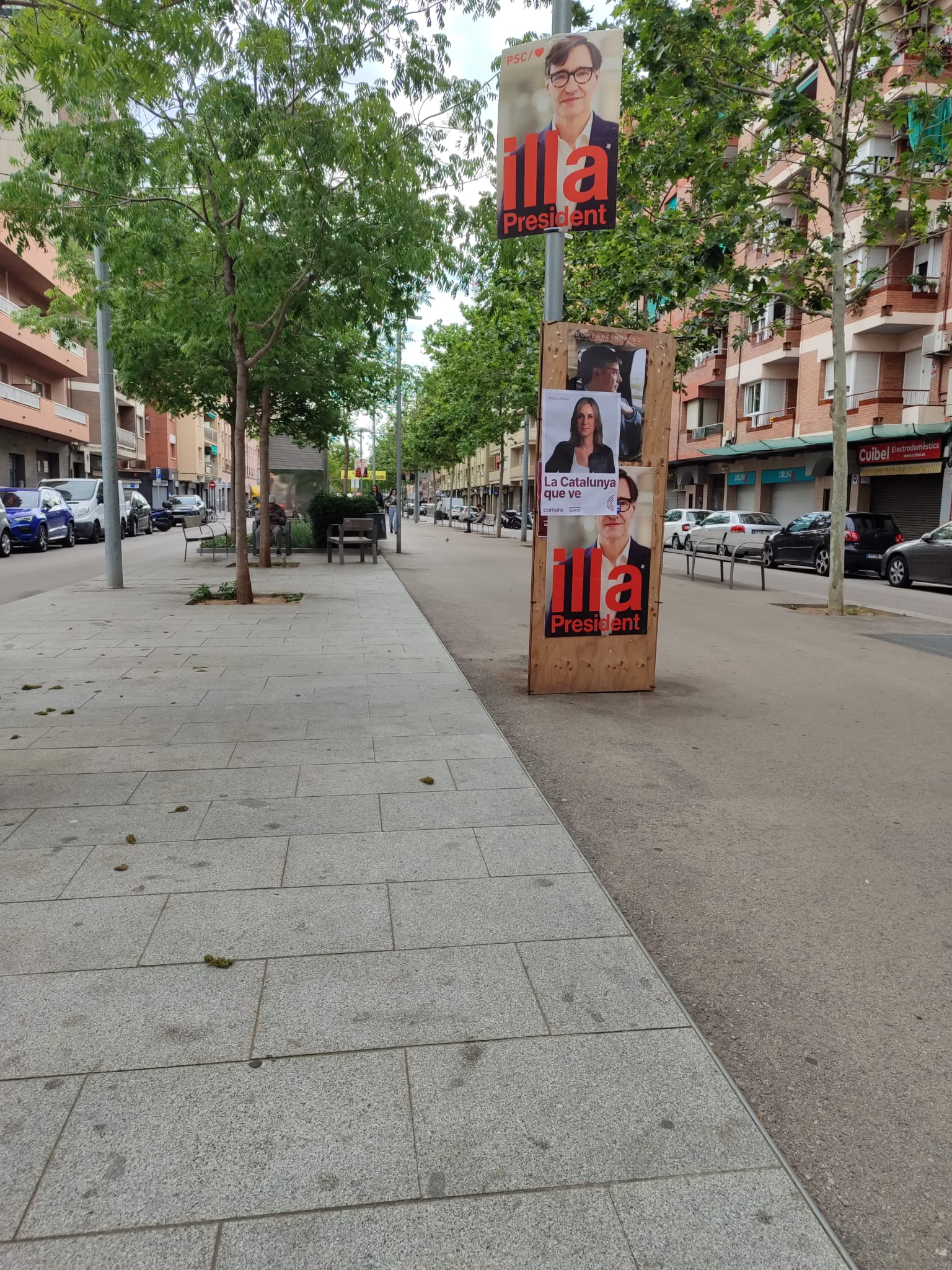
Carteles electorales.
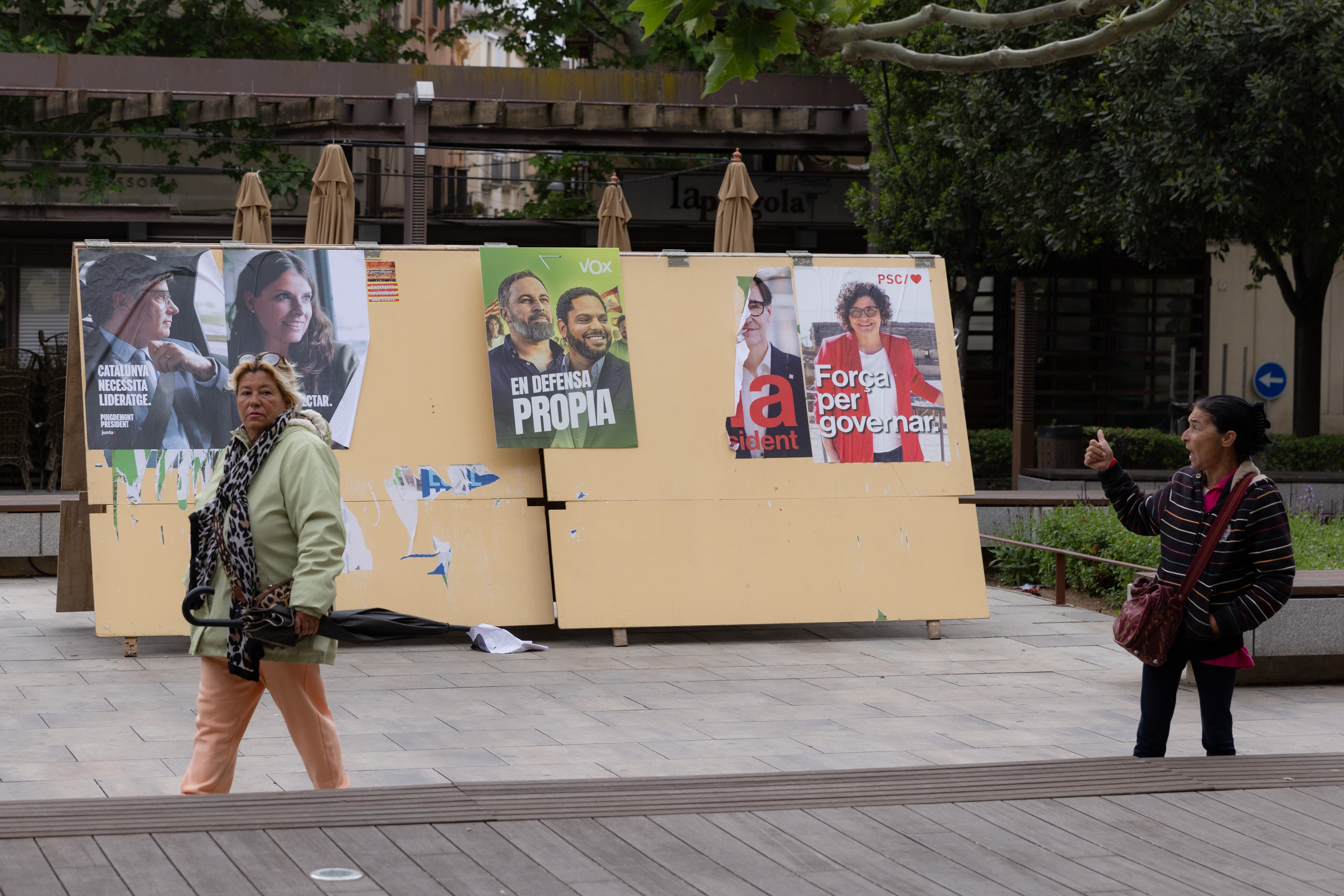
Carteles electorales de diferentes partidos.